# Oslo
Oslo (deutsch [ˈʔɔslo], norwegisch [ˈʊʂlʊ] ⓘ, [ˈʊʃlʊ] oder [ˈʊslʊ]) ist die Hauptstadt sowie das wirtschaftliche und politische Zentrum des Königreichs Norwegen. Sie trug in der Vergangenheit auch den Namen Christiania (1624 bis 1924) bzw. Kristiania (alternative Schreibweise von 1877/1897 bis 1924).
Die Kommune Oslo hat 724.290 Einwohner (Stand: 1. Januar 2025). Sie bildet eine eigenständige Provinz (Fylke) und ist zudem Verwaltungssitz für die benachbarte Provinz Akershus. Das Stadtgebiet Oslos, also der Tettsted Oslo, erstreckt sich über mehrere Kommunen und hat 1.098.061 Einwohner (Stand: 1. Januar 2024). Damit ist Oslo die mit Abstand größte Stadt des Landes. In der Region Groß-Oslo, zu der neben Oslo 30 weitere Kommunen gerechnet werden, leben mehr als 1,7 Millionen Menschen (Stand: 2023).

## Ortsname
Beide o werden – wie in den meisten Wörtern – im Norwegischen wie deutsch u ausgesprochen, also [ˈʊʃlʊ] oder [ˈʊslʊ].

### Herkunft
Oslo findet in der Form Ósló ab dem Jahr 1225 in schriftlichen Quellen Erwähnung. In alten westnorwegischen Quellen existiert die Form Ásló. Im 14. Jahrhundert kamen der latinisierte Name Anslo(a) und der mittelniederdeutsche Name Anslo hinzu.

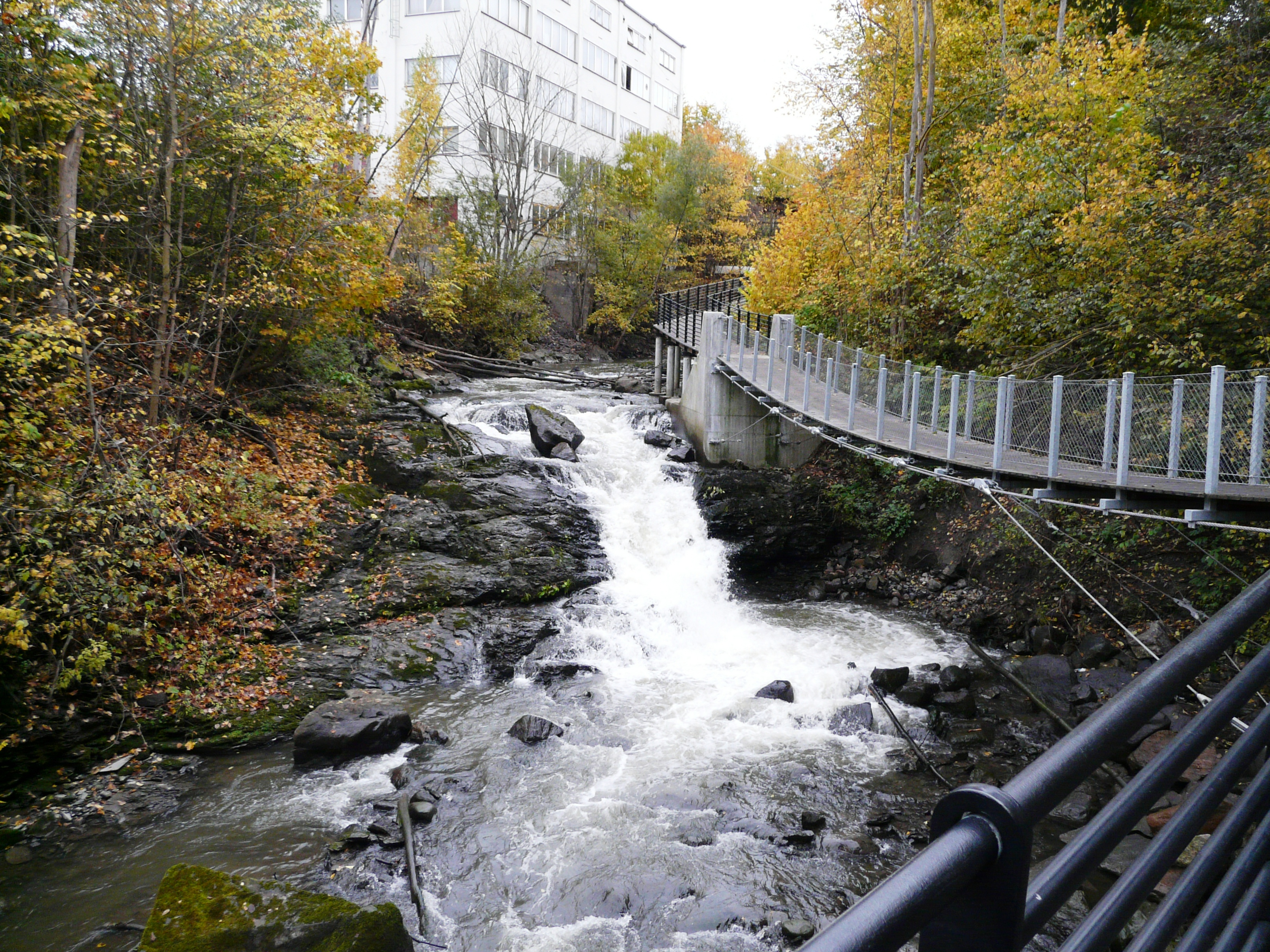
Der laut einer lange verbreiteten Theorie namensgebende Fluss Alna

Zum Ursprung des Namens von Oslo, der sich aus der ersten Silbe Ós- bzw. Ás- und der zweiten Silbe -lo zusammensetzt, gibt es mehrere Theorien. Die Nachsilbe -lo bedeutet den meisten Theorien zufolge „Wiese an einem Gewässer“. Umstrittener ist die Herkunft der ersten Silbe. Lange Zeit galt das altnordische Wort óss (deutsch Flussmündung) als Ursprung für den Stadtnamen. Diese Theorie wurde durch den Geistlichen Peder Claussøn Friis (1545–1614) in seiner 1613 fertiggestellten Veröffentlichung Norrigis Bescrifuelse geprägt. Seine Theorie ist weiterhin verbreitet, auch wenn sie mittlerweile wissenschaftlich weitgehend abgelehnt wird. Friis sah die Mündung der Alna, die laut seiner Theorie früher Loelva oder Loen geheißen habe, als namensgebend an. Ein Grund für die heutige Ablehnung ist, dass die frühere Form Anslo eine nasale Aussprache nahelegt, die es weder im altnordischen Wort óss noch in der urnordischen Vorform *ōsa- gab. Zudem gebe es sowohl den Namen Oslo als auch den Namen Alna bereits länger, als die Bezeichnung Loen oder Loelva.
Statt der Bedeutung „Flussmündung“ gilt für die erste Silbe der Ursprung in *ansu- oder *ansa- als wahrscheinlicher. Im Falle von *ansu- (im Altnordischen áss oder óss) würde sich der Ortsname auf heidnische Götter beziehen, im Falle von *ansa- (im Altnordischen áss) auf „Hügel“ oder „länglicher Grat“. Gegen den Ursprung in *ansa- spricht, dass *ansa- im Altnordischen im Gegensatz zu *ansu- nie in der Form óss existierte. Auch ist der in diesem Fall wahrscheinlich namensgebende Ekeberg, der im Altnordischen Eikaberg hieß, geografisch eher als Berg als als Hügel zu sehen.

### Frühere und weitere Namen der Stadt
Nach einem großen Stadtbrand 1624 wurde die Stadt unter dem König Christian IV. von Dänemark und Norwegen etwa einen Kilometer nordwestwärts verlegt und in Christiania umbenannt. Im Jahr 1877 änderte sich unter dem schwedisch-norwegischen König Oskar II. die offizielle Schreibweise in der Matrikel und im Staatskalender in Kristiania, während die Stadtverwaltung bis 1897 die ursprüngliche Schreibweise beibehielt. Erst 1924, zwanzig Jahre, nachdem Norwegen seine Eigenständigkeit errungen hatte, wurde beschlossen, der Stadt nach rund 300 Jahren zum 1. Januar 1925 wieder den ursprünglichen Namen Oslo zu geben.
Oslo wurde nach einem Gedicht von Bjørnstjerne Bjørnson („Sidste Sang“, 1870) auch als Tigerstaden (deutsch Tigerstadt) bezeichnet. Bjørnson sah Oslo als gefährliche und unbarmherzige Stadt. Vor dem Rathaus und vor dem Bahnhof erinnern Tigerskulpturen an diesen Namen, der seinen negativen Klang inzwischen verloren hat. Auch Knut Hamsun stellt die Stadt im Roman Hunger von 1890, norwegisch und dänisch „Sult“, nach seinen Empfindungen äußerst negativ dar.
Seit Dezember 2023 hat die Stadt Oslo mit Oslove auch einen südsamischen Namen. Vom norwegischen Sameting nachgeordneten Verwaltungsorgan für samische Ortsnamen, dem Samisk stedsnavntjeneste, war zuvor von diesem Namen abgeraten worden, da er nur in wenigen schriftlichen Quellen belegt sei.

## Geschichte
Prähistorische Spuren finden sich in den Felsritzungen am Ekeberg. In der Heimskringla, einer Geschichte der norwegischen Könige, behauptet der isländische Gelehrte Snorri Sturluson, dass Oslo von König Harald III. gegründet worden sei. Der Historiker Peter Andreas Munch datierte die Gründung auf 1048. Ausgrabungen der jüngeren Zeit haben indes christliche Gräber aus der Zeit um 1000 zum Vorschein gebracht. Aus diesem Grund beging die Stadt im Jahr 2000 ihr tausendjähriges Jubiläum, während 1950 erst der 900. Geburtstag begangen worden war.

### Oslo im Mittelalter

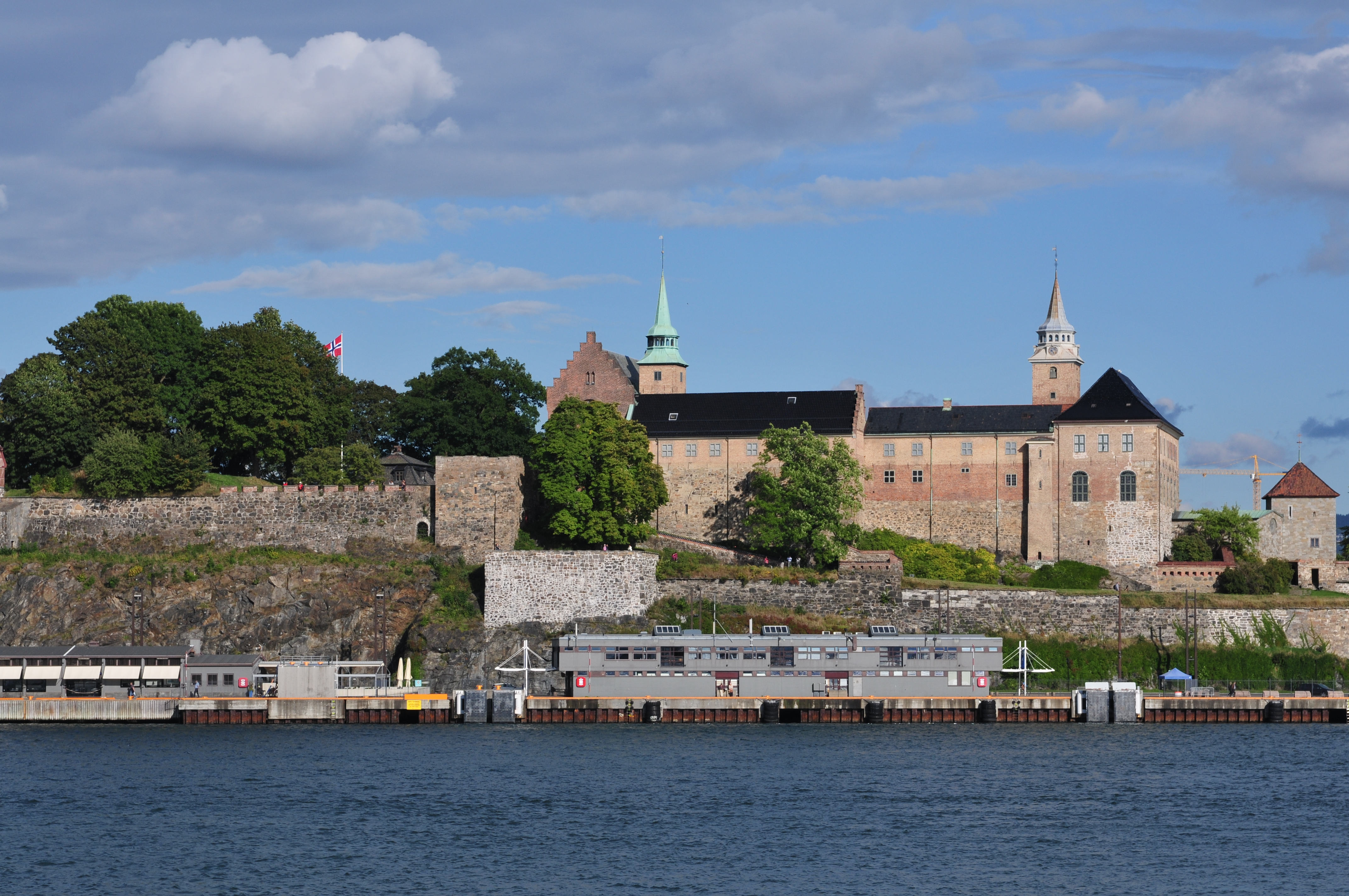
Die Festung Akershus

Oslo war lange Marktplatz für die reichen Höfe aus dem bei Oslo gelegenen Tal Groruddalen. Unter Olav Kyrre wurde Oslo Bischofssitz und religiöses Zentrum für die Region Østlandet. Die mittelalterliche Stadt hatte zwei Burgen, den Königshof und die Bischofsburg. Innerhalb der Stadtmauern gab es neun Kirchen, darunter die St. Clemens und die Hallvardskathedrale, ein Hospital und etwa 400 Stadthäuser von Kaufleuten und Handwerkern. Die Wohnhäuser bestanden aus Holz.
Unter König Håkon V. (1299–1319) erreichte das mittelalterliche Oslo seinen Höhepunkt. Da er der erste König war, der dauerhaft in Oslo residierte, wird Oslo ab 1299 als Hauptstadt gerechnet. Oslo verfügte zu dieser Zeit aber über kaum für eine Hauptstadt typische Institutionen. König Håkon V. veranlasste in seiner Zeit den Bau der Festung Akershus. Im Spätmittelalter entwickelte sich Oslo zu einer wichtigen Kaufmanns- und Residenzstadt und es ließen sich hanseatische Kaufmänner aus Rostock nieder. Die Einwohnerzahl soll in dieser Zeit zwischen 3000 und 4000 Personen erreicht haben.
Im Jahr 1308 wurde Oslo von Herzog Erik av Södermanland geplündert. Die Festung Akershus hingegen überstand die Belagerung. Im Jahr 1349 erreichte der Schwarze Tod Oslo und führte dazu, dass etwa drei Viertel der Einwohner starben. Die Stadt, die mit ihren vielen Holzhäusern und engen Gassen stark brandgefährdet war, wurde wiederholt von Stadtbränden heimgesucht, jedoch immer wieder aufgebaut. Nach der Reformation verfielen das Kloster und die meisten der zahlreichen Kirchen. Nach den Bränden wurden diese Gebäude abgetragen und die Steine für andere Bauzwecke verwendet. Im Jahr 1567 brannte die Bevölkerung auf Anordnung die Stadt selbst ab, damit sie den Schweden nicht mehr als Unterschlupf dienen konnte.

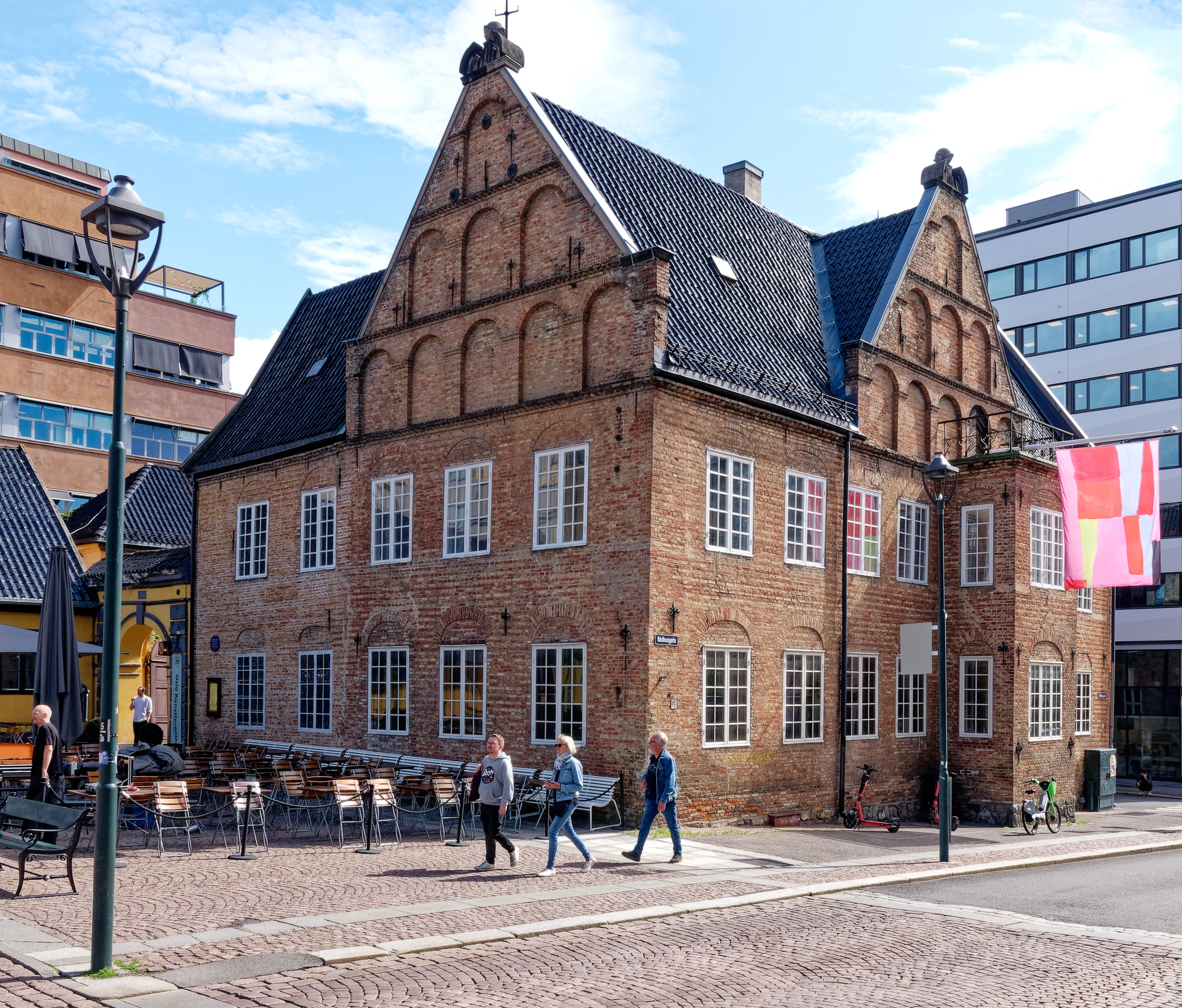
Das älteste Haus Oslos von 1626 erbaut von Radmann Lauritz Hansen.

### Neuaufbau nach dem Stadtbrand von 1624
Nach dem großen Brand von 1624, der drei Tage andauerte, wurde das alte Oslo nicht wieder aufgebaut. Auf Befehl des dänischen Königs Christian IV. – Norwegen war zu dieser Zeit Provinz Dänemarks – wurde die Stadt stattdessen auf die andere Seite der Bucht Bjørvika zur Festung Akershus verlegt. Zugleich erhielt die Stadt nach König Christian IV. den Namen Christiania. In der Bevölkerung stieß die aufgezwungene Umsiedlung auf Widerstand, unter anderem da beim Stadtbrand teilweise noch Keller und Fundamente erhalten geblieben waren. Das neu aufgebaute Christiania begann nur langsam anzuwachsen.
Die neu erbaute Stadt wurde nach dem Idealbild der Renaissance mit rechteckigen Quartieren und breiten Straßen errichtet und erhielt eine Festungsanlage mit Bastionen. Die Häuser baute man nun in Stein oder aus gemauertem Fachwerk, um das Ausbreiten von Bränden zu verhindern. Das alte Oslo lag nun außerhalb der Stadtmauern von Christiania. Trotz königlichen Verbots wurde es wieder besiedelt, hauptsächlich von Armen und Landlosen, die sich das teure Leben im modernen Christiania nicht leisten konnten.
In den 1660er-Jahren wurde die Verwaltungsgliederung Norwegens einer größeren Reform unterzogen und Christiania Teil des Akershus Stiftsamt. Von Ulrich Friedrich Gyldenløve, dem dänischen Statthalter in Norwegen, und dem Generalleutnant Jørgen Bjelke wurde Christiania im Jahr 1670 als wichtigste Stadt Norwegens beschrieben. Grund für diese Position war die Funktion der Stadt als Verwaltungszentrum und die Festung Akershus, die Christiania militärische Bedeutung verschaffte. In der Stadt lebten viele Angehörige des Militärs. Im Jahr 1769 wurde bei der ersten Volkszählung in der Stadt ein Wert von 7469 Einwohnern ermittelt.

### Ausbau der neuen Hauptstadt ab 1814

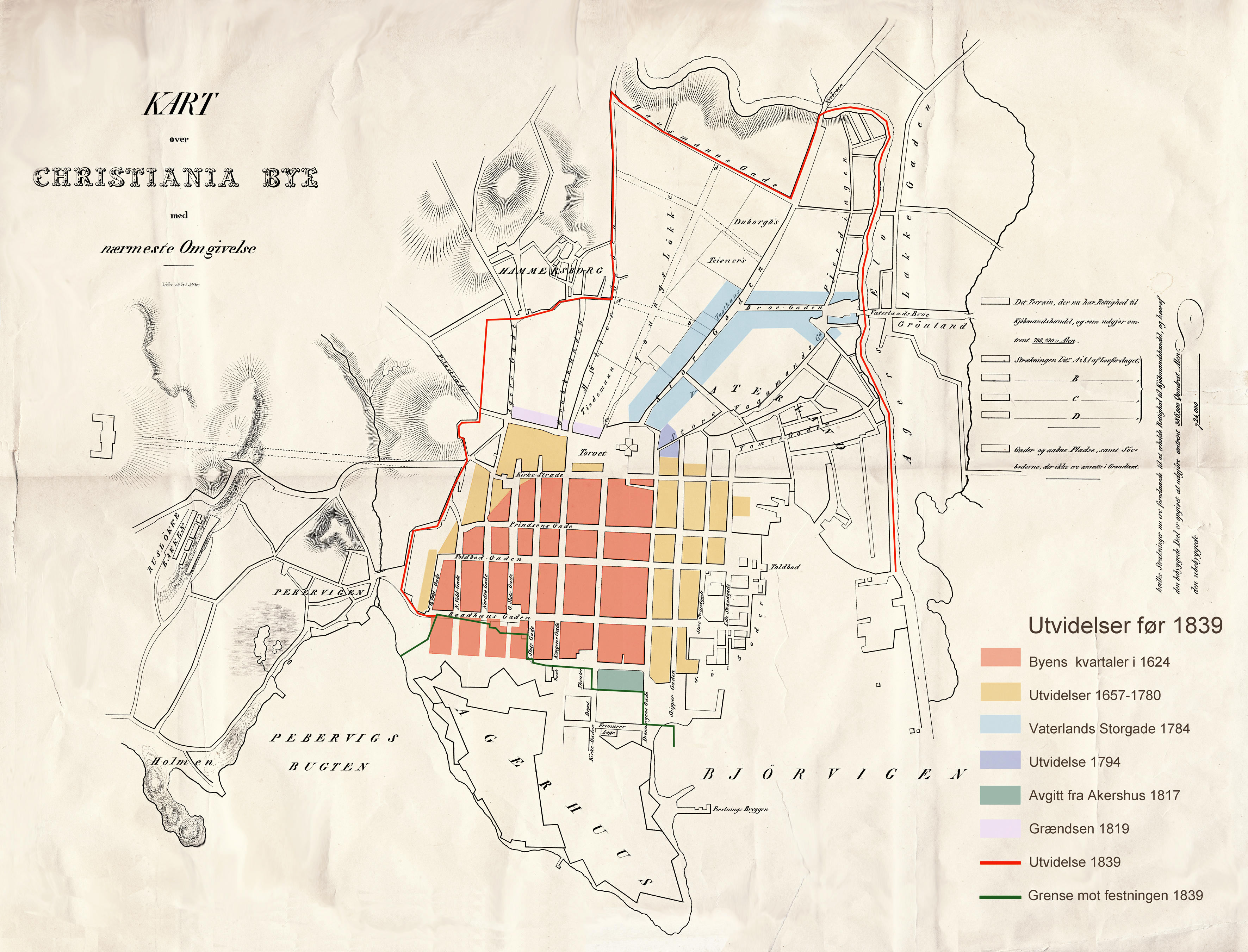
Karte, die das Wachstum zwischen 1624 und 1839 zeigt

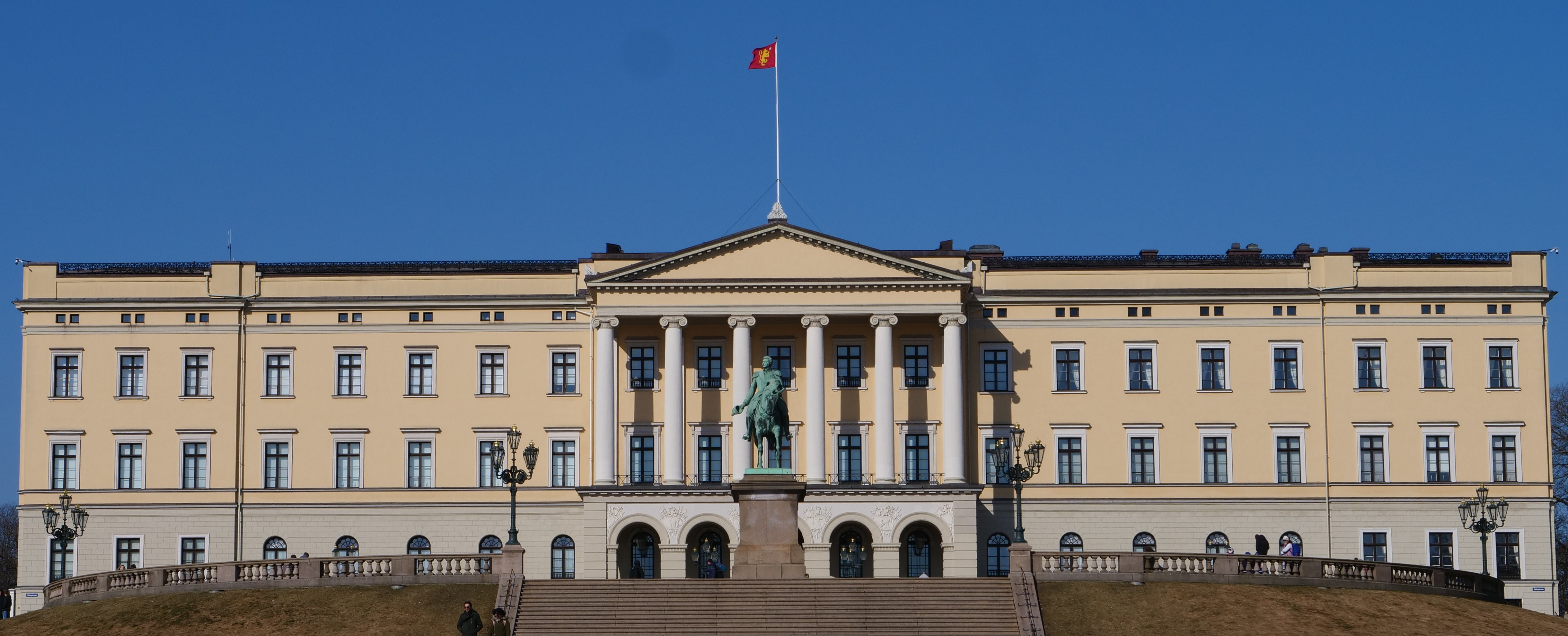
Königliches Schloss

Im Jahr 1814 wurde Christiania nach der Schließung des Kieler Friedens und dem damit einhergehenden dänischen Verzicht auf Norwegen die neue Hauptstadt des nun nahezu selbstständigen Landes, das sich nun in einer Union mit Schweden befand. Den Status als Hauptstadt erhielt Christiania lediglich de facto, eine gesetzlich offizielle Hauptstadt gab es nicht. Im Jahr 1814 hatte die Stadt unter 15.000 Einwohner und war hinter Bergen die zweitgrößte Stadt Norwegens. Als Hauptstadt war Christiania vergleichsweise klein, Kopenhagen hatte etwa zum gleichen Zeitpunkt rund 100.000 Einwohner. Zudem hatte Christiania neben dem Dom und der Festung Akershus zunächst kaum Monumentalbauten. Aufgrund des neuen Status als Hauptstadt wurde begonnen, neue Verwaltungs- und Monumentalbauten zu erbauen. Errichtet wurden unter anderem das Königliche Schloss, verschiedene Regierungsbauten und Gerichte. Die Universität Oslo war bereits kurz zuvor im Jahr 1811 gegründet worden und sie blieb bis 1946 die einzige Universität Norwegens.
Christiania entwickelte sich im 19. Jahrhundert nicht nur zum politischen und kulturellen Zentrum des Landes, sondern auch die Industrielle Revolution in Norwegen nahm ihren Ursprung in der Stadt. Industrielles Zentrum der Stadt war vor allem das Gebiet entlang des Flusses Akerselva. Dort siedelten sich unter anderem Textil- und Tabakfabriken, Brauereien und Gießereien an. Die Schiffswerften der Stadt entwickelten sich zu den bedeutendsten des Landes. Der Ausbau des Verkehrs- und Kommunikationsnetzwerkes des Landes wurde in dieser Zeit mit Christiania im Mittelpunkt vorgenommen. Diese Zentralisierung stieß allerdings zunehmend auf Widerstand im Rest des Landes.
Im Jahr 1842 wurde Christiania aus Akershus herausgenommen und ein eigenes Fylke. Aufgrund der ansteigenden Einwohnerzahlen kam es im 19. Jahrhundert wiederholt zu Eingemeindungen. So wurde von der Kommune Aker zunächst im Jahr 1859 ein Gebiet mit 9551 Einwohnern an Christiania überführt. Das eingegliederte Areal galt als Armenviertel und die Kommune Aker hatte zuvor aktiv versucht, die Fürsorgeverantwortung für die dort ansässigen, größtenteils in Christiania arbeitenden Einwohner an die Nachbarkommune zu überführen. Von Seiten der Kommune Christiania wurde die Eingliederung zunächst lange hinausgezögert. Zu den armen Vorstädten in Aker zählte unter anderem Grønland. Im Jahr 1878 wurde ein weiteres Gebiet – dieses Mal mit 18.970 Einwohnern – von Aker an Christiania überführt. Zuvor hatte sich in Aker zwischen 1859 und 1878 die Einwohnerzahl fast verzehnfacht und war von 2540 auf 24.980 angestiegen. Die zunehmende Industrialisierung hatte auch Aker zu wirtschaftlichen Aufschwung verholfen. Vor der Grenzjustierung im Jahr 1879 bestand im Gegensatz zur Eingemeindung aus dem Jahr 1859 deshalb auch Uneinigkeit darüber, wie viel Land Christiania eingemeinden durfte. Es gingen schließlich unter anderem Frogner und Vålerenga an Christiania über.
Ab den 1870er-Jahren wurde schrittweise für die Stadt die neue Schreibweise Kristiania eingeführt. Im Jahr 1925 nahm die Stadt wieder den Namen Oslo an.

### Oslo nach dem Zweiten Weltkrieg

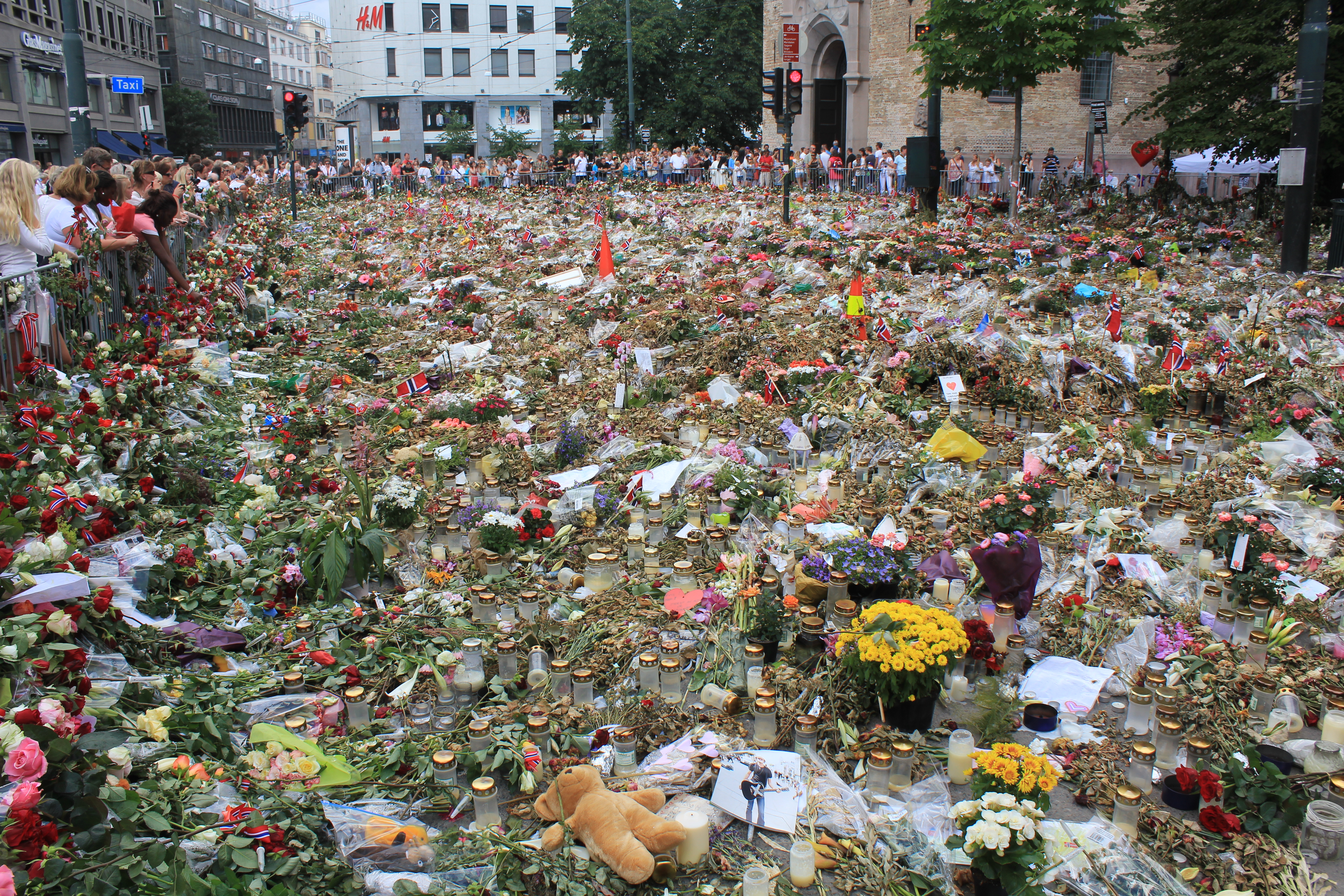
Gedenken an die Opfer der Anschläge vom 22. Juli 2011

Im Jahr 1948 erfolgte die Zusammenlegung der Kommune Oslo mit der 1837 im Rahmen der Einführung der lokalen Selbstverwaltung gegründeten Kommune Aker. Aker brachte 130.976 Einwohner zu den 286.222 Einwohnern von Oslo mit. Vor der Zusammenlegung war Aker nach Oslo die Kommune mit den zweitmeisten Einwohnern des Landes.
In den 1950er- und 1960er-Jahren begannen im Osten von Oslo die ersten Satellitenstädte zu entstehen. Diese waren jedoch oft lange unzureichend angeschlossen. Ab den 1960er- und 1970er-Jahren wurden dort verstärkt Hochhäuser errichtet und es entstanden Wohnblocks mit etwa 250 Wohnungen pro Gebäude. Nach zunehmender Kritik endete in den 1970er-Jahren dieser Trend. In den 1990er-Jahren wurde damit begonnen, zentrale Stadtteile zu sanieren und zu verdichten. Im Jahr 2008 verabschiedete der Stadtrat das Fjordbyen-Projekt (deutsch die Fjordstadt) und beschloss damit großflächige Umbaumaßnahmen rund um das Osloer Hafen- und Fjordgebiet. Auf dem alten Hafengebiet wurde unter anderem das neue Viertel Bjørvika mit repräsentativen Bauwerken wie dem Opernhaus Oslo und dem Munch-Museum entwickelt.
Anfang der 1990er Jahre fanden die ersten geheimen Verhandlungen der Streitparteien PLO und Israel unter norwegischer Vermittlung in Oslo statt. Die Reihe an Abkommen wird auch als Oslo-Friedensprozess bezeichnet.
Am 22. Juli 2011 tötete der Attentäter Anders Behring Breivik bei einem Bombenanschlag im Regierungsviertel in Oslo acht Menschen. Dabei handelte es sich um den ersten von zwei Anschlägen. Nach dem Bombenattentat erschoss Breivik auf der Insel Utøya außerhalb von Oslo weitere 69 Menschen. Statsbygg hat einen Wettbewerb zur Gestaltung einer dauerhaften nationalen Gedenkstätte am Johan Nygaardsvolds Plass an der Nordseite des neuen Eingangspavillons zum Zentrum des 22. Juli ausgeschrieben, der von Januar 2024 bis Frühjahr 2025 stattfindet. KORO (Kunst i offentlig rom) hat klare Kriterien für den Wettbewerb festgelegt: Die Gedenkstätte muss so gestaltet sein, dass dort Gedenkfeiern und Zeremonien stattfinden können, sie muss rund um die Uhr für alle zugänglich sein und alle Namen der im Regierungsviertel und auf Utøya Getöteten müssen aufgelistet werden.
Bei einem Anschlag am 25. Juni 2022, bei dem von einem islamistischen und homophoben Motiv ausgegangen wird, wurden zwei Menschen getötet.

## Geografie

### Ausdehnung

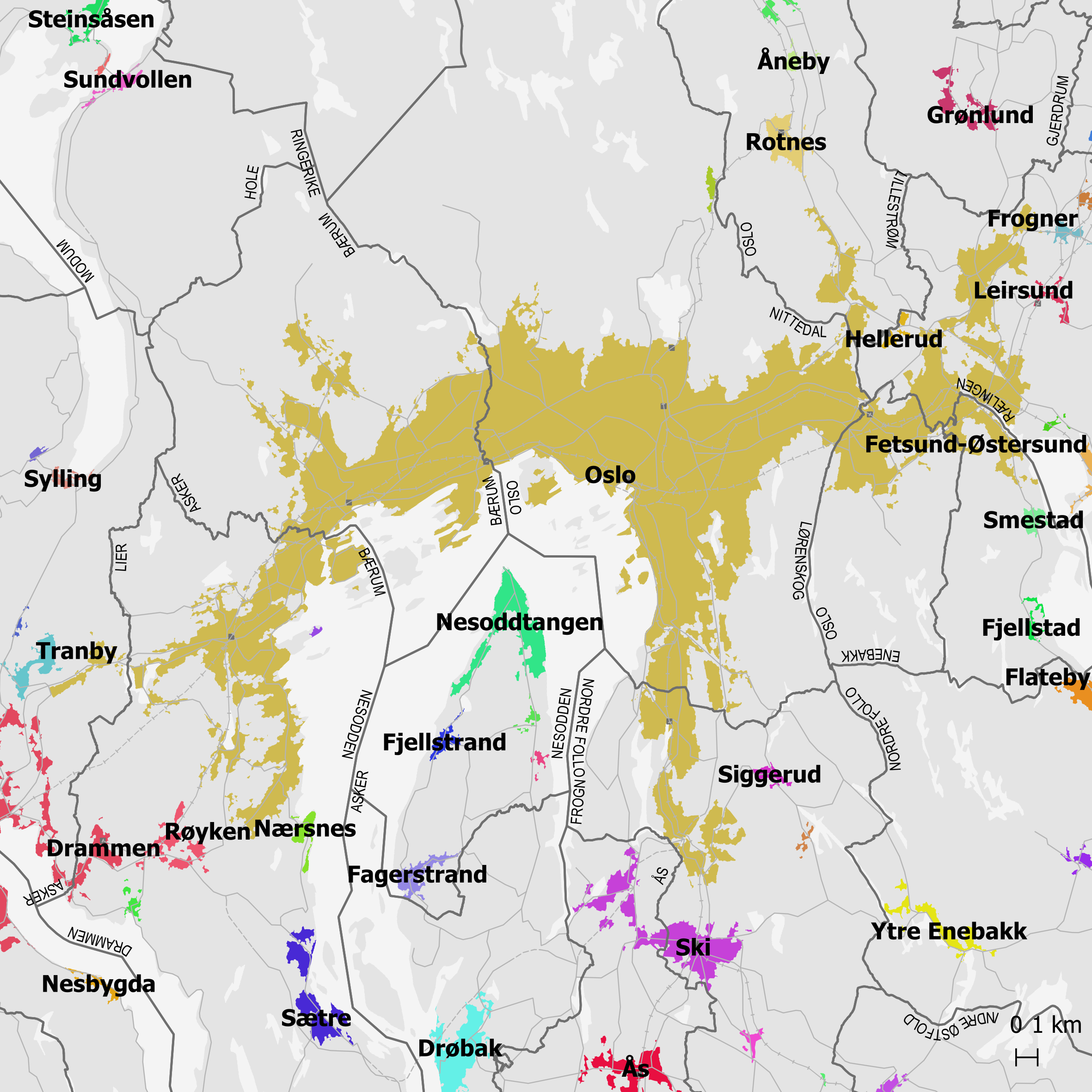
Karte der Tettsteder rund um den Oslofjord mit Oslo im Zentrum, Stand 2022

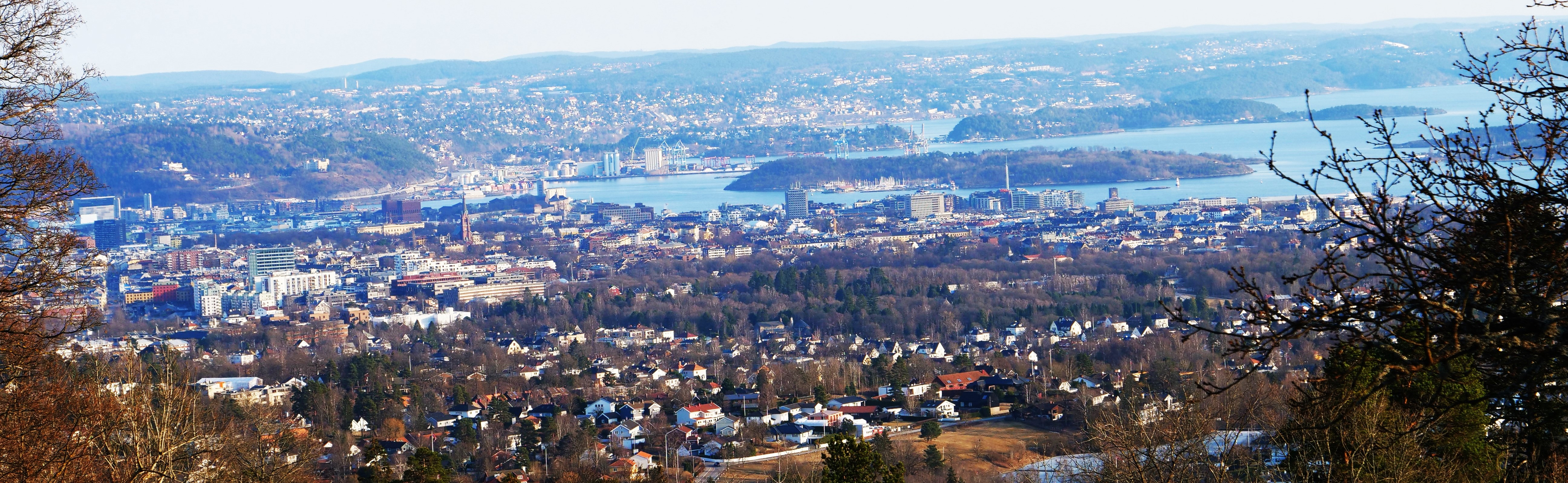
Blick vom Holmenkollen auf Oslo, März 2025

Die Kommune Oslo liegt am inneren Oslofjord. Auf dem Land ist die Kommune im Norden, Osten, Süden und Südwesten vom Fylke Akershus umgeben, im Nordwesten grenzt Oslo an das Fylke Buskerud. Oslo, das ein eigenes Fylke darstellt, ist das flächenmäßig kleinste Fylke Norwegens. Die Kommune Oslo grenzt auf dem Land an acht Kommunen. Im Westen grenzt sie an Bærum, im Nordwesten an Ringerike, im Norden an Lunner, im Osten an Nittedal, Lillestrøm und Lørenskog, im Südosten an Enebakk und im Süden an Nordre Follo. Zudem verläuft im Oslofjord im Südwesten eine Grenze zur auf der anderen Fjordseite gelegenen Kommune Nesodden.
Das zum Stadtgebiet Oslo gezählte Areal unterscheidet sich von dem der Kommune Oslo. So reicht das Stadtgebiet Oslos einerseits weit über die Gemeindegrenzen hinaus, andererseits zählen die Waldgebiete der Kommune, die Marka, nicht dazu. Das Stadtgebiet erstreckt sich weitgehend entlang des Oslofjords und hat sein Stadtzentrum in der Kommune Oslo an den beiden Buchten Pipervika und Bjørvika. Insgesamt umfasst das vom Statistikamt Statistisk sentralbyrå (SSB) als Tettsted Oslo gewertete Gebiet Teile der Kommunen Oslo, Bærum, Asker, Lillestrøm, Lørenskog, Nordre Follo, Rælingen, Nittedal und Lier. In der Kommune Oslo werden 129,77 der insgesamt 454,12 km² zum Tettsted Oslo gerechnet. Neben dem Osloer Stadtgebiet liegt mit Movatn ein zweiter Tettsted, also eine weitere Ansiedlung, die für statistische Zwecke als eine städtische Siedlung gewertet wird, in der Kommune Oslo. Dort leben 308 Einwohner (Stand: 1. Januar 2024).
Die Ausdehnung der Stadt Oslo wird durch eine in den 1930er-Jahren gezogene und seitdem kaum veränderte Grenze zu den umliegenden Waldgebieten, der Marka, bestimmt. Durch diese Grenzlinie ist die weitere flächenmäßige Ausdehnung des bebauten Gebiets stark eingeschränkt. Insbesondere im Stadtzentrum wurde durch Verdichtung mehr Wohn- und Geschäftsraum geschaffen.
| Kommune      | Fylke    | Einwohner 1. Januar 2024 | Fläche 1. Januar 2024 |
| ------------ | -------- | ------------------------ | --------------------- |
| Oslo         | Oslo     | 714.322                  | 129,77 km²            |
| Bærum        | Akershus | 129.572                  | 48,03 km²             |
| Asker        | Akershus | 72.368                   | 37,45 km²             |
| Lillestrøm   | Akershus | 63.353                   | 21,96 km²             |
| Lørenskog    | Akershus | 47.834                   | 12,82 km²             |
| Nordre Follo | Akershus | 41.725                   | 14,99 km²             |
| Rælingen     | Akershus | 15.149                   | 4,65 km²              |
| Nittedal     | Akershus | 11.140                   | 4,91 km²              |
| Lier         | Buskerud | 2598                     | 1,72 km²              |
| Gesamt       | –        | 1.098.061                | 276,3 km²             |

### Topografie

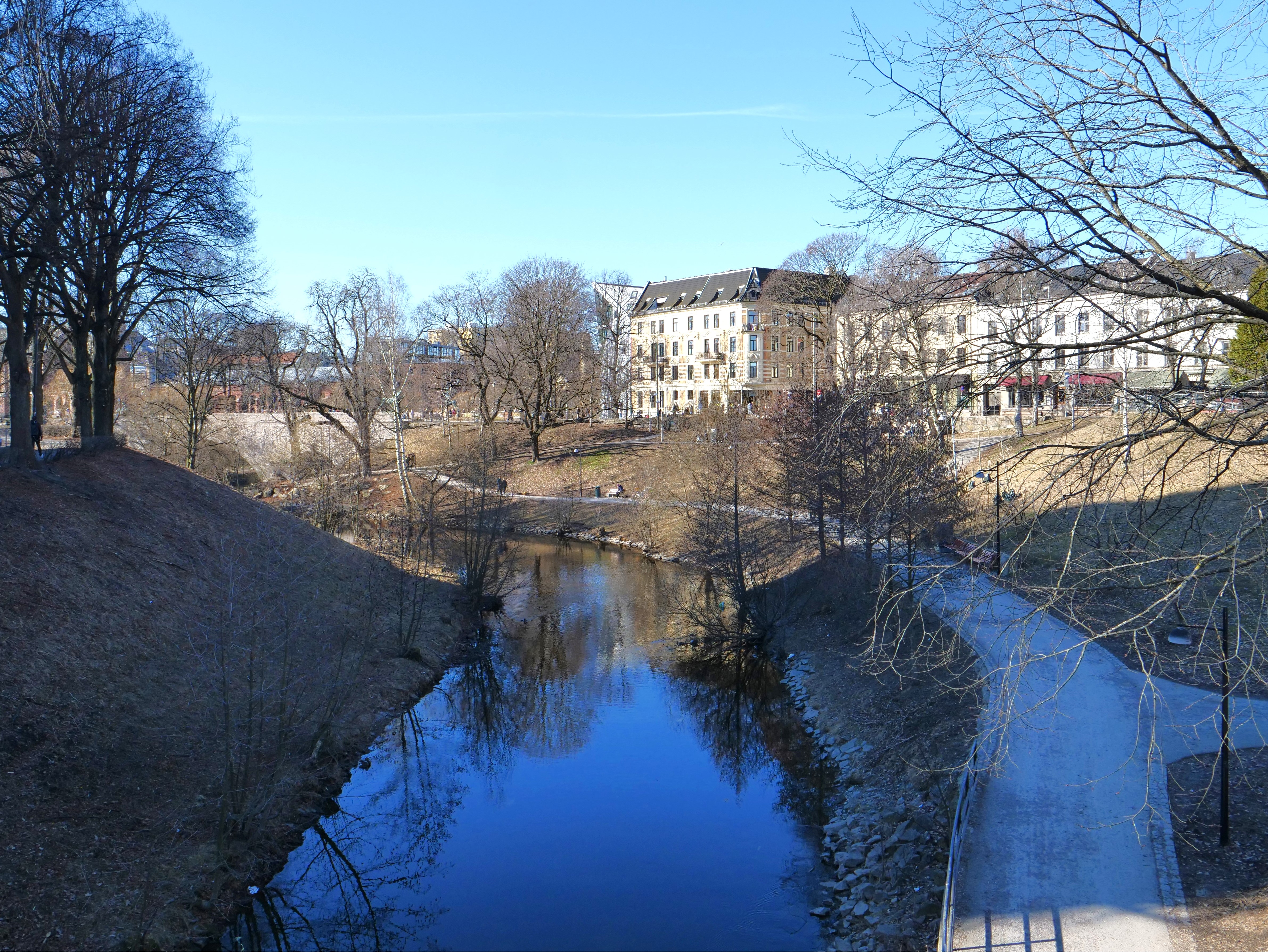
Akerselva nahe der Ankerbrua

Die Akerselva entspringt dem nördlich des Stadtgebiets gelegenen See Maridalsvannet, durchfließt die Stadt von Norden nach Süden und mündet in den Oslofjord. Der Schriftsteller Erik Fosnes Hansen empfiehlt in seinem Buch Oslo mit anderen Worten. Literarische Reise in eine magische Stadt auch Touristen einen Spaziergang entlang der Akerselva, verbunden mit Naturerlebnissen und Einblicken in die Industriezweige verschiedener Epochen: der Fluss als „fließendes Museum“. Man stoße auf Dämme und Staubecken, ehemalige Arbeiterwohnungen und moderne Wohnsiedlungen. „Am Ufer liegen Cafés, Restaurants, Kneipen, Clubs und Konzertlocations.“ Ebenfalls in den Oslofjord fließt weiter westlich die Alna. Der Fluss Lysakerelva bildet im Westen die Grenze zur Kommune Bærum. Im Südosten liegt der See Østensjøvannet. Das vor allem fjordnah und tiefer gelegene Stadtgebiet wird vom Waldgebiet Oslomarka umschlossen. Zur Oslomarka gehören unter anderem die Teilgebiete Nordmarka und die Lillomarka. Im nördlichen Gemeindeareal liegen mehrere Seen. Zu diesen gehört unter anderem der Bjørnsjøen.
Die Erhebung Kjerkeberget auf der Nordgrenze stellt mit einer Höhe von 630,85 moh. den höchsten Punkt der Kommune Oslo dar.
Oslo ist das Fylke mit dem mit Abstand höchsten Anteil an bebauter Fläche. In der Flächenstatistik des Jahres 2021 waren 27,5 % des Areals bebaut. Der Landesdurchschnitt betrug 1,7 %. Zugleich war Oslo auch das Fylke mit dem höchsten Waldanteil. Dieser lag 2021 bei 61,5 % und damit deutlich über dem Landesschnitt von 37,4 %. Das landwirtschaftlich genutzte Areal machte 2,1 % der Gesamtfläche aus. Der Wert lag unter dem Landesschnitt von 3,5 %. 6,2 % der Kommune und damit des Fylkes Oslo wurden als mit Binnengewässer bedeckt gewertet.

### Klima
Entsprechend der Lage am Oslofjord hat Oslo ein stark maritim geprägtes feucht-kontinentales Klima (Köppen: Dfb). Im Sommer ist Südwind typisch, im Winter kommt der Wind meist aus dem Norden oder Nordosten. Aufgrund der abgeschirmten Lage Oslos kommt es nur selten zu hohen Windgeschwindigkeiten und häufig ist es windstill. Vor allem bei vorliegendem Hochdruck im Winter kann die Windstille dazu führen, dass es zu keinem Luftaustausch in den tiefer gelegenen Stadtteilen kommt und die Luft stark verunreinigt wird.
|                       | Jan  | Feb  | Mär  | Apr | Mai  | Jun  | Jul  | Aug  | Sep  | Okt | Nov  | Dez  |   |      |
| Mittl. Tagesmax. (°C) | −2,0 | −0,7 | 3,7  | 9,5 | 16,1 | 20,0 | 22,3 | 20,8 | 15,6 | 9,2 | 3,4  | 0,2  | ⌀ | 9,9  |
| Mittl. Tagesmin. (°C) | −7,4 | −7,2 | −4,3 | 0,7 | 5,7  | 10,0 | 12,8 | 11,8 | 7,7  | 2,9 | −1,0 | −4,4 | ⌀ | 2,3  |
|                       |      |      |      |     |      |      |      |      |      |     |      |      |   |      |
| Niederschlag (mm)     | 49   | 36   | 46   | 42  | 52   | 65   | 84   | 90   | 90   | 84  | 75   | 56   | Σ | 769  |
|                       |      |      |      |     |      |      |      |      |      |     |      |      |   |      |
| Sonnenstunden (h/d)   | 1,3  | 2,7  | 4,1  | 5,9 | 7,1  | 8,3  | 7,9  | 7,0  | 4,8  | 2,8 | 1,7  | 1,1  | ⌀ | 4,6  |
|                       |      |      |      |     |      |      |      |      |      |     |      |      |   |      |
| Regentage (d)         | 10   | 7    | 9    | 7   | 8    | 10   | 11   | 10   | 11   | 11  | 10   | 9    | Σ | 113  |
|                       |      |      |      |     |      |      |      |      |      |     |      |      |   |      |
| Wassertemperatur (°C) | 3    | 2    | 3    | 5   | 9    | 13   | 16   | 17   | 15   | 11  | 7    | 5    | ⌀ | 8,9  |
|                       |      |      |      |     |      |      |      |      |      |     |      |      |   |      |
| Luftfeuchtigkeit (%)  | 84   | 80   | 73   | 70  | 67   | 67   | 71   | 77   | 81   | 84  | 86   | 86   | ⌀ | 77,2 |

| −7,4 |

| −7,2 |

| −4,3 |

| 0,7 |

| 5,7 |

| 10,0 |

| 12,8 |

| 11,8 |

| 7,7 |

| 2,9 |

| −1,0 |

| −4,4 |

| −7,4 |

| −7,2 |

| −4,3 |

| 0,7 |

| 5,7 |

| 10,0 |

| 12,8 |

| 11,8 |

| 7,7 |

| 2,9 |

| −1,0 |

| −4,4 |

## Bevölkerung

### Entwicklung und Struktur
Oslo ist mit 724.290 Einwohnern die einwohnerreichste Kommune des Landes. Der Tettsted Oslo, also das Stadtgebiet, ist mit 1.098.061 Einwohnern der mit Abstand einwohnerreichste Tettsted Norwegens. Seitdem die Stadt 1814 die Hauptstadt Norwegens geworden ist, hatte Oslo fast durchgehend eine ansteigende Einwohnerzahl zu verzeichnen. Zum größten Zuwachs kam es zwischen dem Ende des 19. Jahrhunderts und dem Beginn des Ersten Weltkriegs. Nachdem Oslo im Jahr 1969 eine Einwohnerzahl von 488.329 erreichte, ging sie bis 1984 auf 447.257 zurück. Anschließend begann sie erneut anzuwachsen.
Im Jahr 2024 galten 248.982 Personen in der Kommune Oslo als Einwanderer oder Person mit nach Norwegen eingewanderten Eltern. Damit waren 34,69 % der Osloer Einwohner Einwanderer. Oslo ist das Fylke mit dem höchsten Anteil an Einwanderern. Im Vergleich mit anderen Fylkern hatte Oslo im Jahr 2020 die geringste Fruchtbarkeitsrate. Diese lag bei 1,38 und damit über dem Wert aus dem Jahr 1983, als sie bei 1,34 lag.
| Jahr          | 1986    | 1990    | 1995    | 2000    | 2005    | 2010    | 2015    | 2020    | 2025    |
| ------------- | ------- | ------- | ------- | ------- | ------- | ------- | ------- | ------- | ------- |
| Einwohnerzahl | 449.395 | 458.364 | 483.401 | 507.467 | 529.846 | 586.860 | 647.676 | 693.494 | 724.290 |

### Wohnsituation
Etwa 72 % der Einwohner der Kommune lebten im Jahr 2021 in Wohnblocks, 8 % in Einfamilienhäusern. Dies stellte einen großen Unterschied zum Landesdurchschnitt dar. Im Landesdurchschnitt lag der Anteil an Einfamilienhäusern zum gleichen Zeitpunkt bei 48,7 %. Die Wohneigentums- und Mietpreise sind in der Region Oslo mit der Zeit stark angestiegen. Im Zeitraum von 1992 bis 2020 stiegen die Immobilienpreise in Oslo und der Nachbargemeinde Bærum um etwa 900 %. Im Landesdurchschnitt belief sich in der gleichen Periode der Anstieg auf zirka 550 %.
In Oslo gilt der Fluss Akerselva oder auch die etwas westlich davon verlaufende Straße Uelands gate als Grenze zwischen dem ärmeren Osten (østkant) und dem reicheren Westen (vestkant). Diese Grenze ist jedoch ungenau und es liegen auch östlich davon Gebiete, die mehr denen im Westen gleichen. Die teuersten Wohngegenden liegen im Westen Oslos. Wie in vielen Städten findet auch in Oslo Gentrifizierung statt, wobei zahlungskräftigere Bewohner zuziehen und die früheren Einwohner eine Gegend verlassen müssen. Einer der ersten und bekanntesten Fälle von Gentrifizierung in Oslo geschah im Stadtteil Grünerløkka.

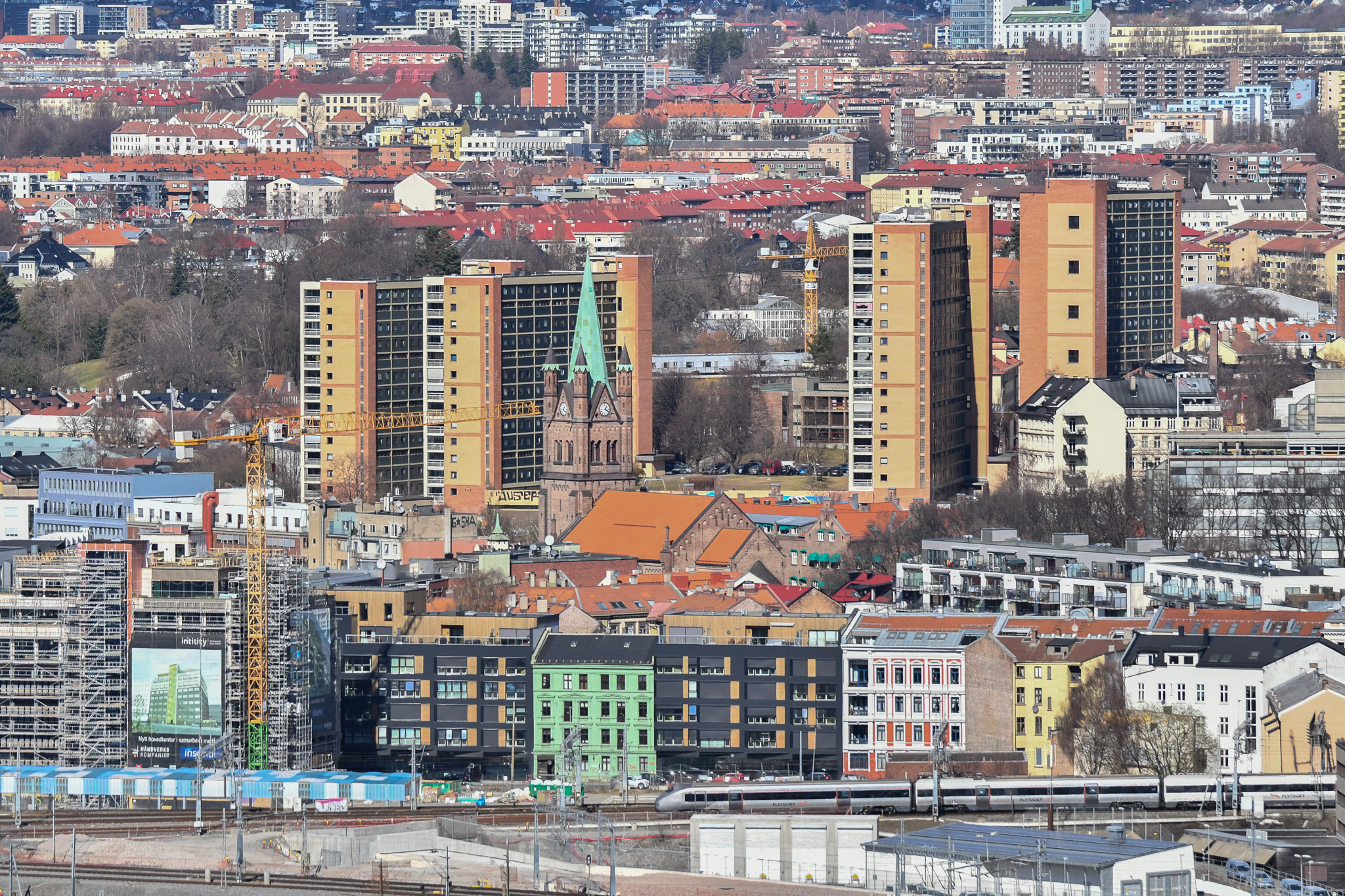
Wohnblocks in Enerhaugen
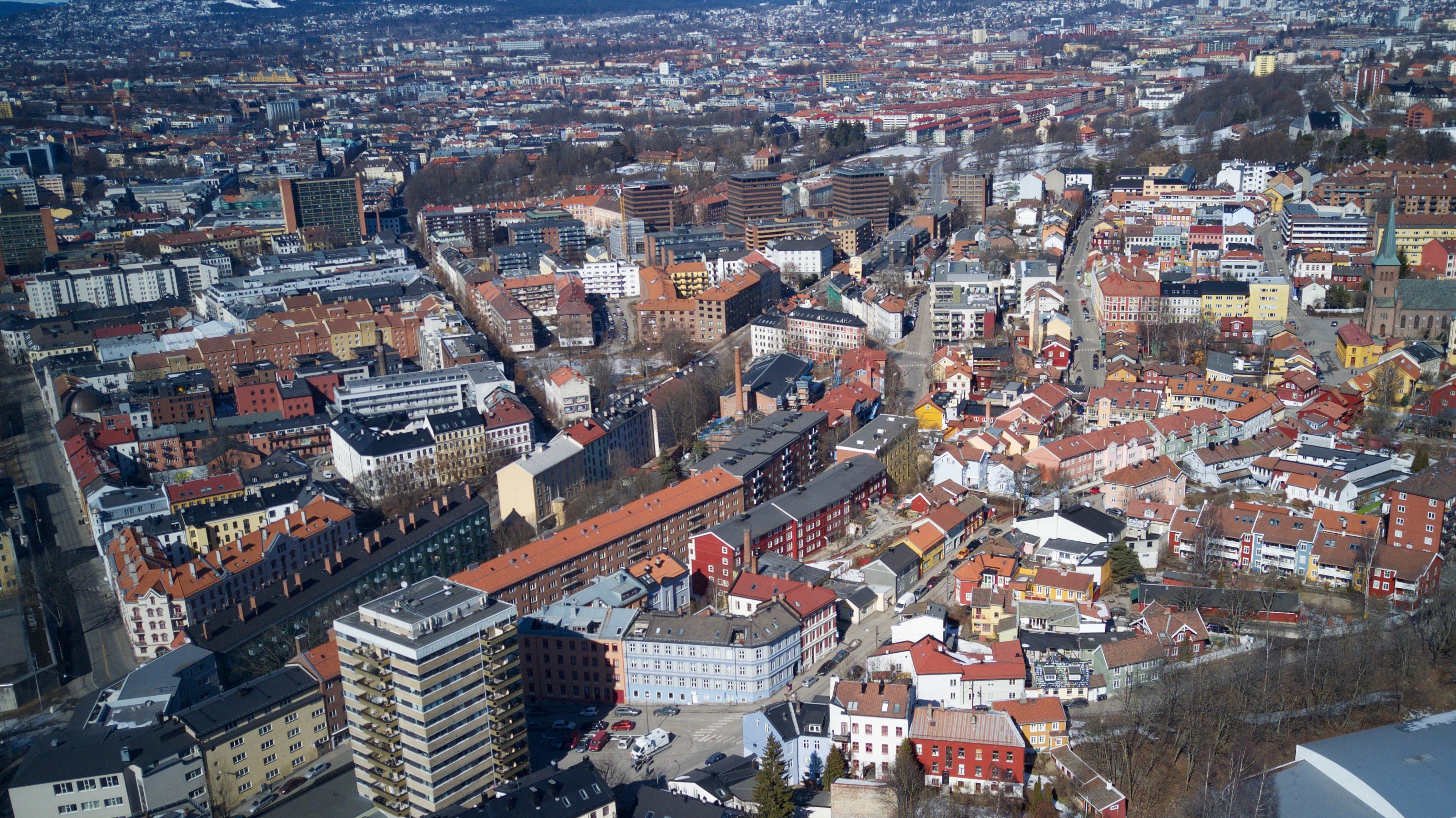
Luftbild von Tøyen
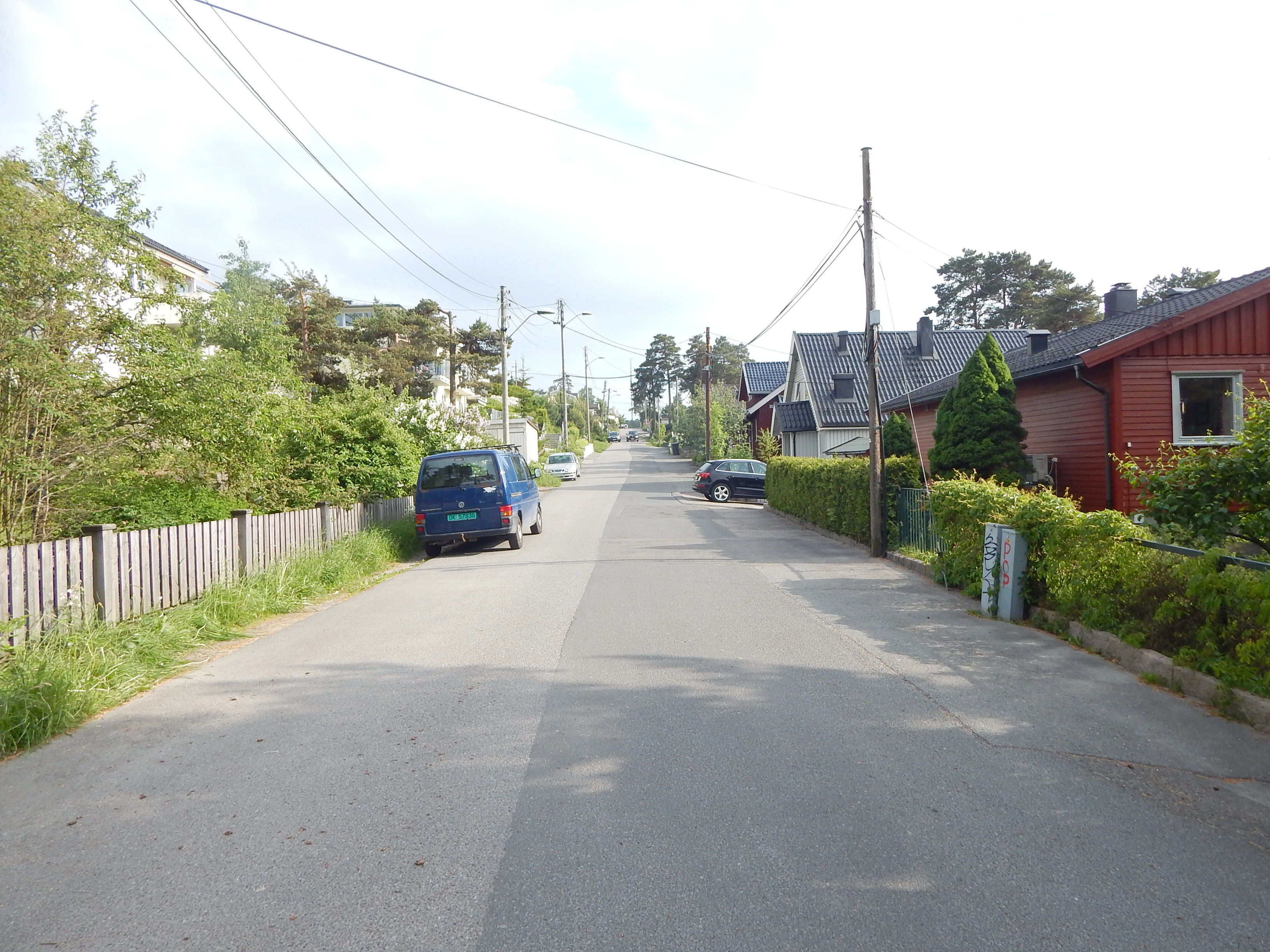
Einfamilienhäuser in Ekeberg

### Stadtteile
Zum 1. Januar 2004 wurden die Stadtteile neu so eingeteilt, dass nunmehr 15 Stadtteile bestehen. Sentrum (Stadtmitte) und Marka (Wald und landwirtschaftlich genutztes Land) sind keine Stadtteile im politischen Sinne, da sie zentral verwaltet werden.
| Karte | Nr. | Stadtteil                         | Einwohner (2024) | Fläche (km²) | Einwohner pro km² |
| ----- | --- | --------------------------------- | ---------------- | ------------ | ----------------- |
|       | 01  | Gamle Oslo                        | 63.712           | 7,51         | 8.483,62          |
|       | 02  | Grünerløkka                       | 65.577           | 4,77         | 13.747,8          |
|       | 03  | Sagene                            | 47.660           | 3,15         | 15.130,16         |
|       | 04  | St. Hanshaugen                    | 40.095           | 3,6          | 11.137,5          |
|       | 05  | Frogner                           | 60.646           | 8,36         | 7.254,31          |
|       | 06  | Ullern                            | 35.425           | 9,4          | 3.768,62          |
|       | 07  | Vestre Aker                       | 51.869           | 16,57        | 3.130,3           |
|       | 08  | Nordre Aker                       | 54.199           | 13,7         | 3.956,13          |
|       | 09  | Bjerke                            | 36.460           | 7,95         | 4.586,16          |
|       | 10  | Grorud                            | 28.065           | 7,04         | 3.986,51          |
|       | 11  | Stovner                           | 34.158           | 8,25         | 4.140,36          |
|       | 12  | Alna                              | 50.378           | 13,69        | 3.679,91          |
|       | 13  | Østensjø                          | 51.785           | 11,85        | 4.370,04          |
|       | 14  | Nordstrand                        | 53.969           | 16,92        | 3.189,66          |
|       | 15  | Søndre Nordstrand                 | 39.069           | 18,4         | 2.123,32          |
|       | –   | Sentrum (keine eigene Verwaltung) | 1528             | 1,85         | 825,95            |
|       | –   | Marka (keine eigene Verwaltung)   | 1666             | 301,25       | 5,53              |
|       | –   | Keine Angabe                      | 1449             | 0            | –                 |
|       |     | Gesamt                            | 724.290          | 454,12       | 1.594,93          |

## Politik

### Oslo als norwegische Hauptstadt

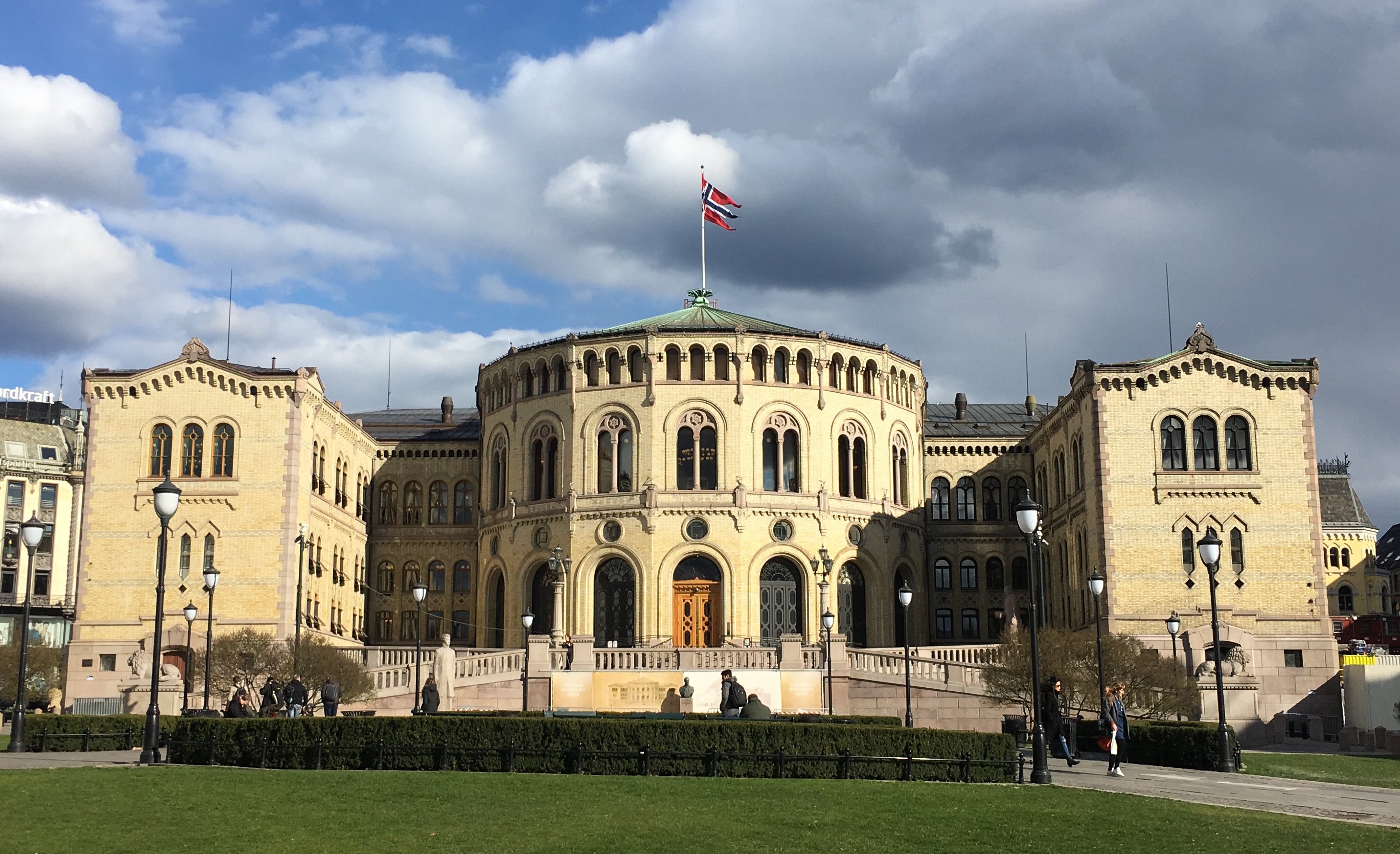
Stortingsgebäude in Oslo

Als Hauptstadt Norwegens ist Oslo Sitz der norwegischen Monarchie, der Regierung, des Nationalparlaments (Stortinget) und des Obersten Gerichtshofes (Høyesterett). Der König von Norwegen hat seinen Hauptsitz im Königlichen Schloss Oslo. Die Regierung und ihr Verwaltungsapparat ist auf verschiedene Gebäude im Osloer Regierungsviertel, dem Regjeringskvartalet verteilt. Viele Regierungsgebäude wurden am 22. Juli 2011 beim Bombenanschlag in Oslo beschädigt, weshalb unter anderem das Amt des Ministerpräsidenten (Statsministerens kontor) umziehen musste. Einige Regierungsgebäude wurden in der Folge abgerissen und Pläne für Neubauten vorgelegt. Das Storting ist im Stortingsgebäude untergebracht.
Neben dem König, der Regierung, dem Nationalparlament und dem Obersten Gerichtshof sind in Oslo unter anderem auch ausländische Botschaften und nationale Behörden angesiedelt.

### Oslo als Fylke und Kommune
Die Kommune Oslo nimmt zugleich die Aufgaben einer Kommune und eines Fylkes wahr. Dabei ist Oslo das einzige Fylke, das sich nicht aus mehreren Kommunen zusammensetzt. Im Gegensatz zu den anderen Fylkern hat Oslo deshalb keinen eigenen Verwaltungsapparat auf Fylkesebene. Die anfallenden Aufgaben werden von kommunalen Behörden übernommen. Bei nationalen Wahlen macht Oslo einen Wahlkreis aus.
Oslo ist zudem der Verwaltungssitz des angrenzenden Fylkes Akershus.

#### Kommunalparlament und Bürgermeister
| Partei | Partei                              | 2003 | 2007 | 2011 | 2015 | 2019 | 2023 |
| --- | ----------------------------------- | ---- | ---- | ---- | ---- | ---- | ---- |
| | Høyre                               | 15   | 16   | 22   | 19   | 15   | 20   |
| | Arbeiderpartiet                     | 15   | 18   | 20   | 20   | 12   | 11   |
| | Miljøpartiet De Grønne              | 0    | 0    | 1    | 5    | 9    | 6    |
| | Sosialistisk Venstreparti           | 12   | 6    | 4    | 3    | 6    | 6    |
| | Venstre                             | 3*   | 5*   | 5    | 4    | 4    | 6    |
| | Fremskrittspartiet                  | 10   | 9    | 4*   | 4    | 3    | 4*   |
| | Rødt                                | 2    | 3    | 2    | 3*   | 4*   | 4    |
| | Kristelig Folkeparti                | 2*   | 2*   | 1    | 1    | 1    | 1    |
| | Partiet Sentrum                     | 0    | 0    | 0    | 0    | 0    | 1    |
| | Folkeaksjonen nei til mer bompenger | 0    | 0    | 0    | 0    | 4    | 0    |
| | Senterpartiet                       | 0    | 0    | 0    | 0    | 1    | 0    |
| Summe | Summe                               | 59   | 59   | 59   | 59   | 59   | 59   |
| grau unterlegt = Stadtregierungsparteien * = feste Partner bei der Verabschiedung des jährlichen Haushaltsplans |                                     |      |      |      |      |      |      |

- R: 4
- SV: 6
- MDG: 6
- Ap: 11
- Sp: 0
- KrF: 1
- PS: 1
- V: 6
- H: 20
- FrP: 4

Das Kommunalparlament (bystyre) von Oslo besteht aus 59 gewählten Abgeordneten und ist in Ausschüsse unterteilt. Das Kommunalparlament erfüllt auch die Aufgaben als Fylkesting. Im Jahr 1986 wurde das Proporzsystem durch das parlamentarische Mehrheitsprinzip ersetzt: Die politische Mehrheit in der Stadtversammlung wählt den Bürgermeister (ordfører) und die Stadtregierung (byråd).
Dem Kommunalparlament steht ein Bürgermeister vor. Aktuelle Bürgermeisterin ist Anne Lindboe von der konservativen Partei Høyre. Bürgermeister hat Oslo seit 1837, als in Norwegen die kommunale Selbstverwaltung eingeführt wurde und Christiania eine eigenständige Kommune wurde. Erster Bürgermeister wurde Andreas Tofte. Auch die Kommune Aker, die 1948 in Oslo aufging, hatte ab 1837 Bürgermeister. Mit Ann-Marit Sæbønes erhielt Oslo im Jahr 1992 erstmals eine Bürgermeisterin. Folgende Bürgermeister hatte Oslo seit der Zusammenlegung mit Aker:
- 1948–1950: Halvdan Eyvind Stokke (Ap)
- 1951–1955: Brynjulf Bull (Ap), 1. Amtszeit
- 1956–1959: Rolf Stranger (H), 3. Amtszeit
- 1960–1961: Brynjulf Bull (Ap), 2. Amtszeit
- 1962–1963: Rolf Stranger (H), 4. Amtszeit
- 1964–1975: Brynjulf Bull (Ap), 3. Amtszeit
- 1976–1990: Albert Nordengen (H)
- 1990–1991: Peter N. Myhre (Frp)
- 1992–1995: Ann-Marit Sæbønes (Ap)
- 1995–2007: Per Ditlev-Simonsen (H)
- 2007: Svenn Kristiansen (FrP)
- 2007–2015: Fabian Stang (H)
- 2015–2023: Marianne Borgen (SV)
- seit 2023: Anne Lindboe (H)

Die letzte Kommunalwahl fand am 11. September 2023 statt.

#### Stadtregierung (Byråd)

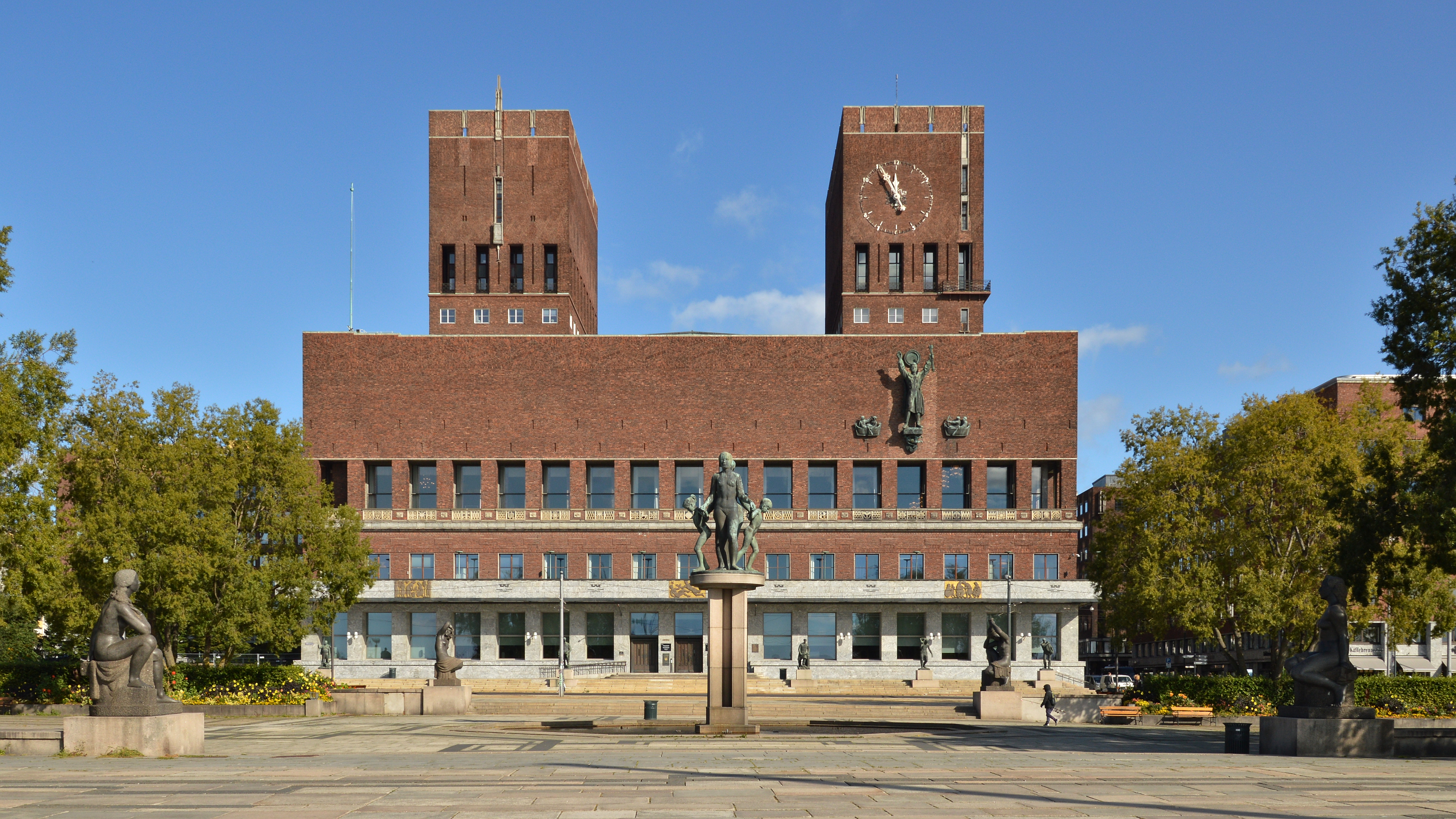
Rathaus Oslo

Die vom Kommunalparlament gewählte Stadtregierung (byråd) besteht aus einem Vorsitzenden (Vyrådsleder) und weiteren Mitgliedern (Byråd). Das Kommunalparlament kann den Byråd auch wieder abwählen. Seit 2023 ist Eirik Lae Solberg von der konservativen Partei Høyre in der Position des Byrådsleders. Seine Partei regiert gemeinsam mit der liberalen Partei Venstre (V). Neben ihm besteht der Byråd aus sieben weiteren Mitgliedern, die jeweils für einen konkreten Aufgabenbereich zuständig sind.
- Vorsitzender (Byrådsleder): Eirik Lae Solberg (H)
- Finanzen: Hallstein Bjercke (V)
- Umwelt und Verkehr: Marit Kristine Vea (V)
- Gesundheit: Thea Kristine Schjerven (H)
- Bildung: Julie Remen Midtgarden (H)
- Stadtentwicklung: James Stove Lorentzen (H)
- Soziale Dienste: Julianne Ferskaug (V)
- Kultur und Wirtschaft: Anita Leirvik North (H)

### Wappen
Das Stadtwappen ist als Rundschild ausgebildet.
Blasonierung: „Innerhalb eines zirkularen, golden gefassten, silbernen Bordes, darin in goldenen Majuskeln die lateinische Devise „UNANIMITER•ET•CONSTANTER•OSLO“ (EINMÜTIG UND BESTÄNDIG OSLO) in Blau auf silbernem Winkelschildfuß, der Schildkrümmung folgend eine liegende unbekleidete Frau mit langem goldenem Haar, ein in ein kurzärmliges langes rotes Gewand, rote Schuhe und silbernen Umhang gekleideter, silbern behelmter, golden nimbierter Mann, in den ausgestreckten Händen rechts einen silbernen Mühlstein haltend, in der Linken drei gebündelte silberne Pfeile, beidseitig hinter ihm hervorragend zwei liegende goldene Löwen, begleitet neben Haupt und Löwen von vier goldenen fünfstrahligen Sternen. Auf dem oberen Schildrand eine fünfzinnige goldener Mauerkrone.“
Wappenerklärung: Der Heilige stellt St. Hallvard dar, der beim Versuch, eine Frau vor Gewalttätern zu retten, von ihnen mit Pfeilen verwundet und, mit einem Mühlstein beschwert, ertränkt wurde.

## Sehenswürdigkeiten
Viele der bedeutenden Bauten Oslos liegen im zentralen Stadtteil Sentrum. Durch das Zentrum führt die Karl Johans gate. Diese ist von Monumentalbauten gesäumt und gilt als Haupt- und Prachtstraße der Osloer Innenstadt. An ihrem westlichen Ende liegt das Königliche Schloss (Slottet), an ihrem östlichen Ende der Hauptbahnhof Oslo Sentralstasjon (Oslo S). An der Straße liegen des Weiteren das Gebäude des Nationalparlaments Storting, das Nationaltheatret, der Osloer Dom (Oslo Domkirke) sowie Gebäude der Universität Oslo. Weiter südlich befinden sich das Schloss und die Burg Festung Akershus (Akershus slott og festning) sowie das Rathaus Oslo.
Zur Innenstadt gehört auch der Stadtteil Gamle Oslo (deutsch Altes Oslo). In der Innenstadt befinden sich unter anderem der Frognerpark mit der Skulpturenanlage Vigelandsanlegget und das bei den Anschlägen in Norwegen 2011 beschädigte Regierungsviertel (Regjeringskvartalet).

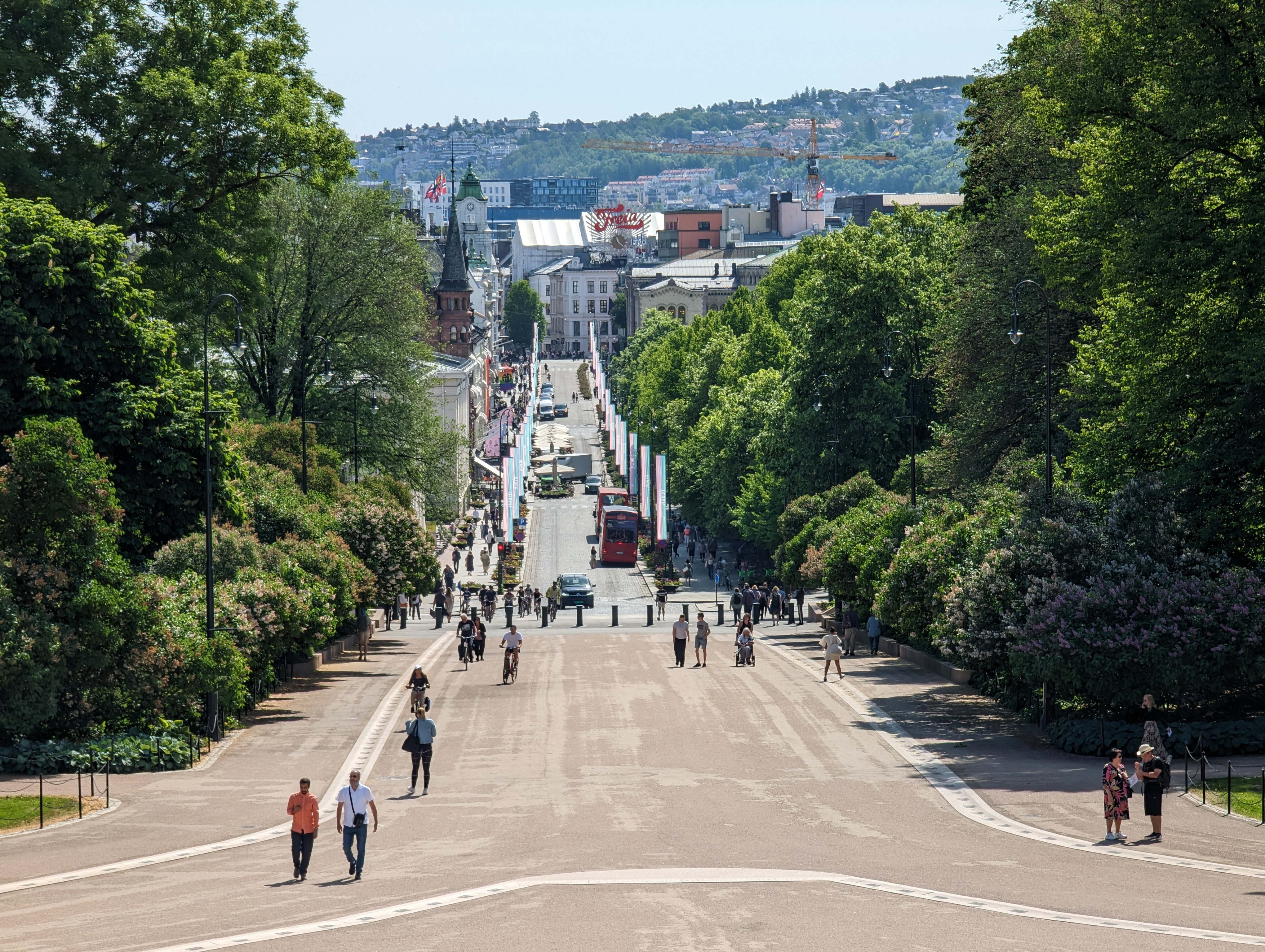
Karl Johans gate, vom Schloss aus gesehen
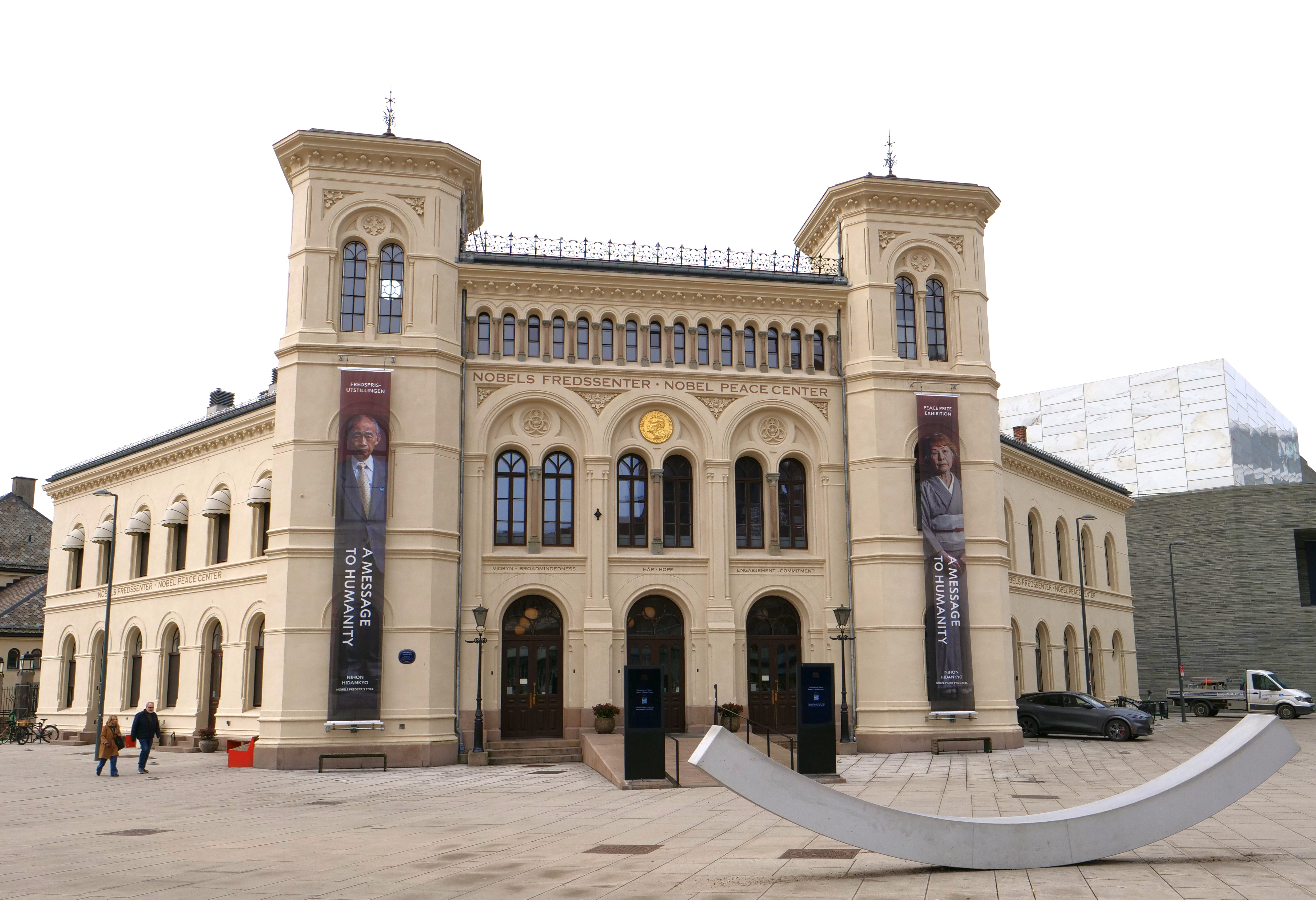
Nobel-Friedenszentrum
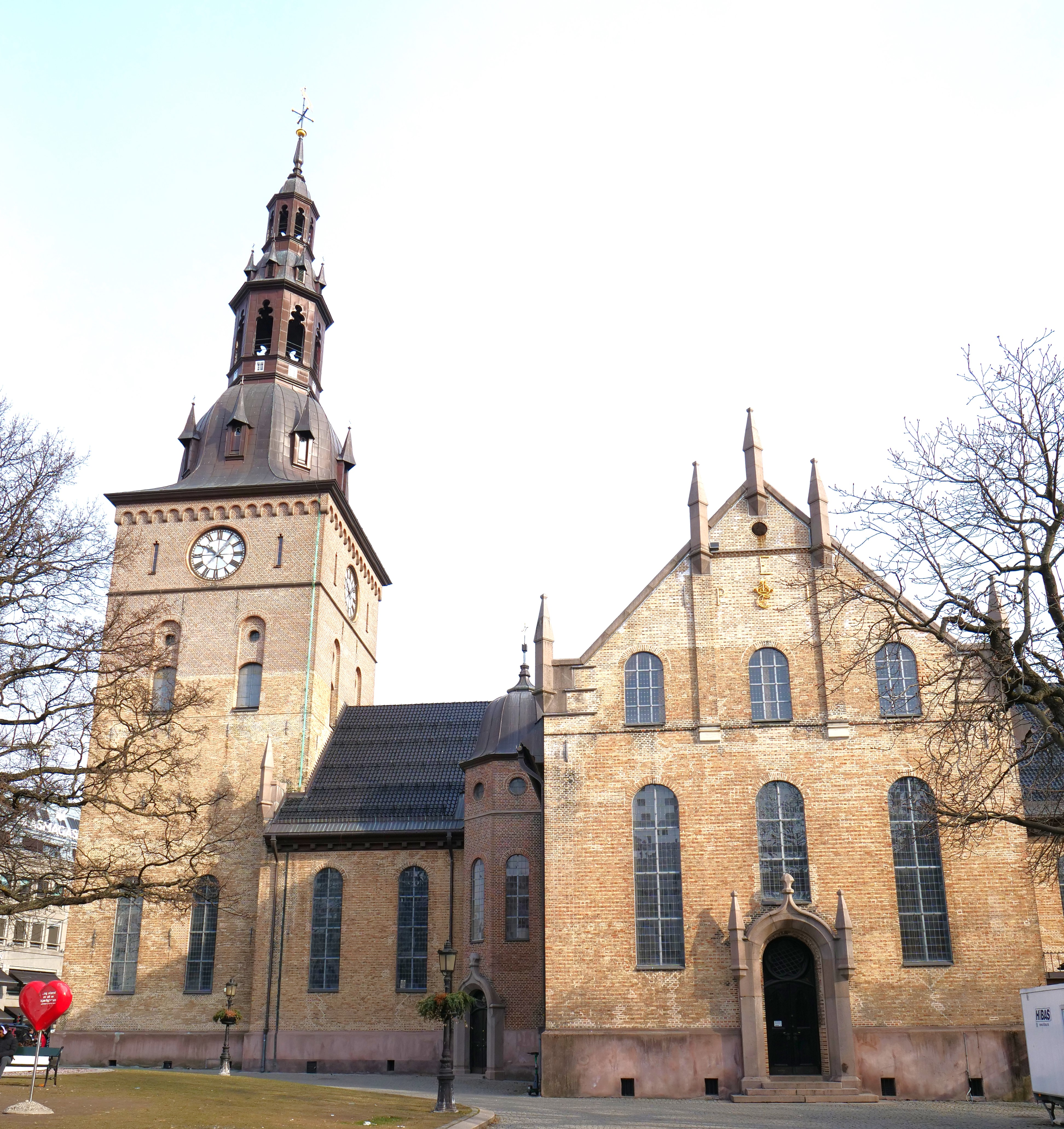
Osloer Dom
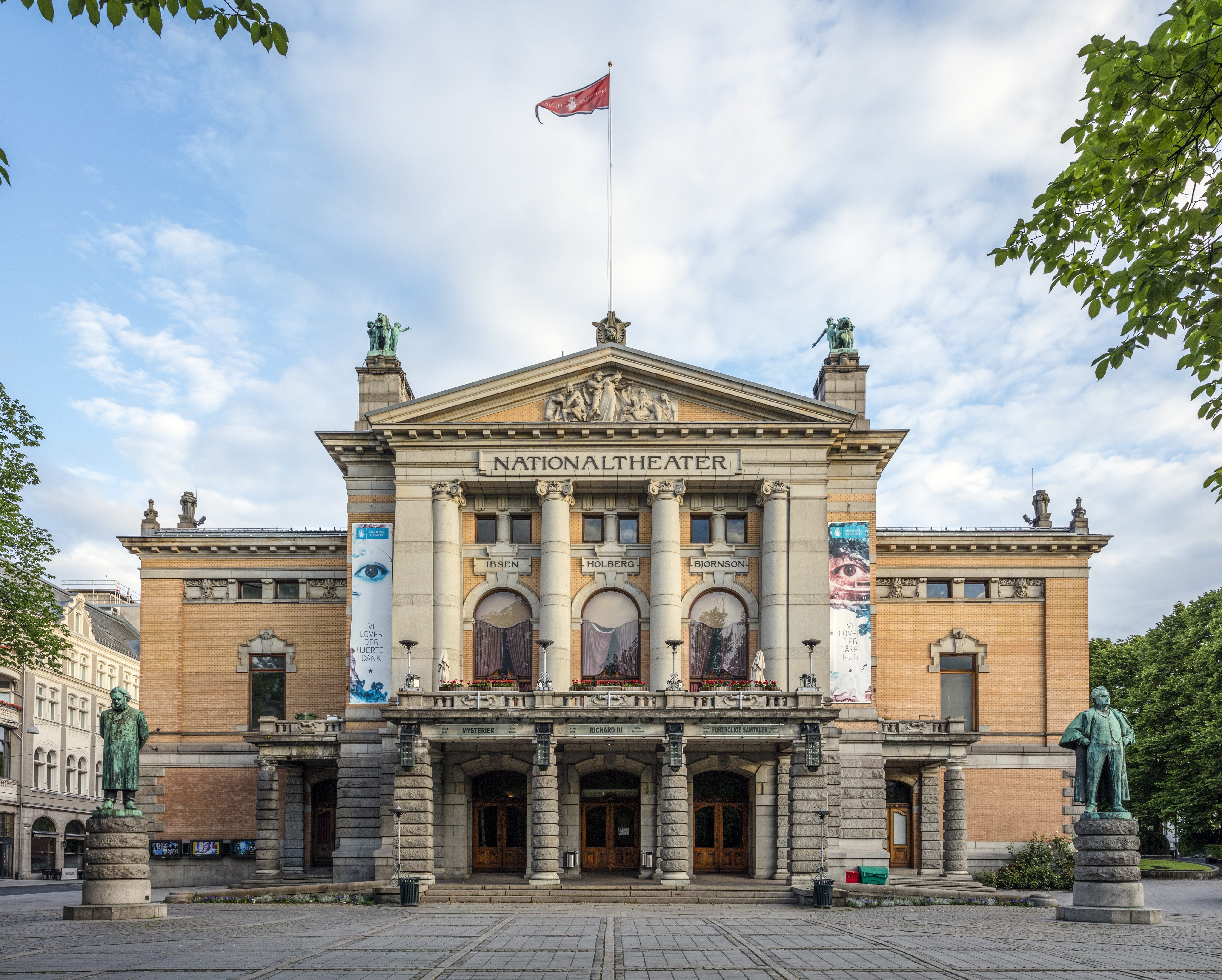
Nationaltheater
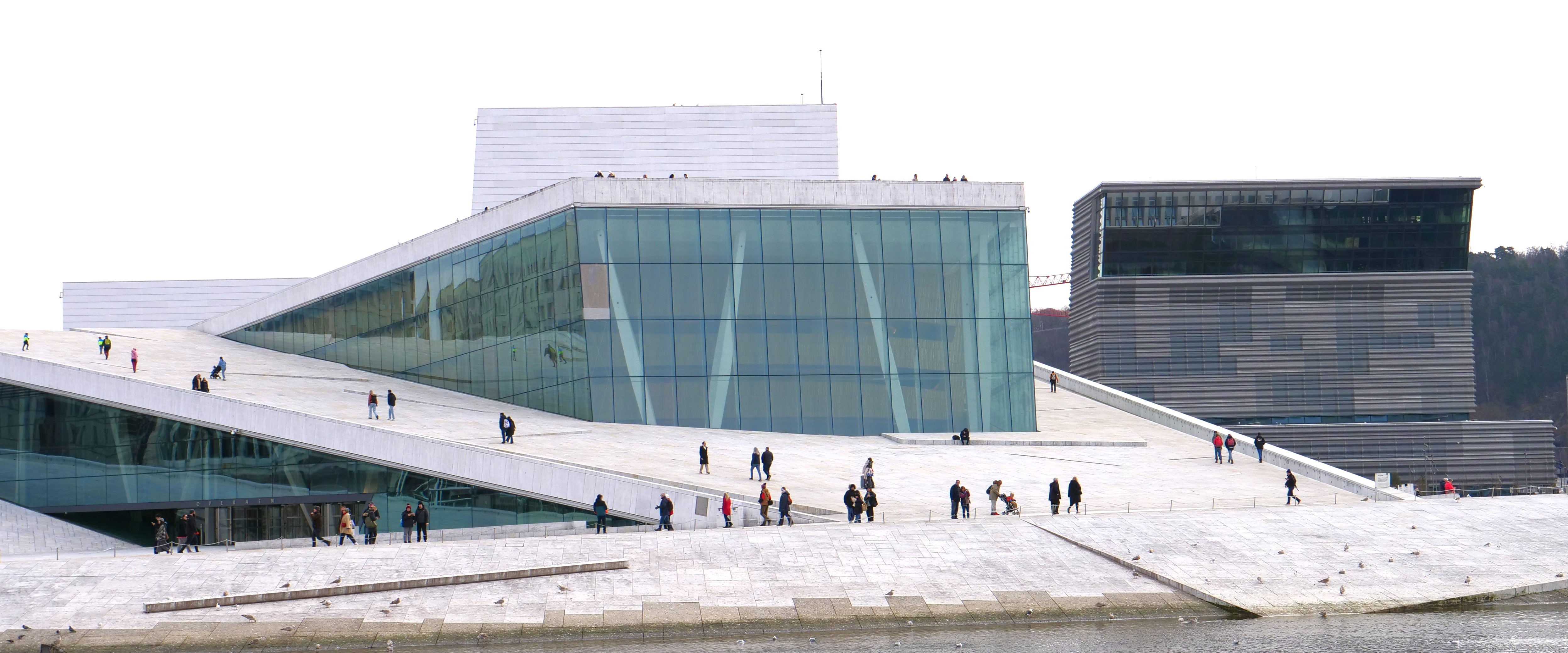
Opernhaus Oslo und Munch-Museum

### Museen

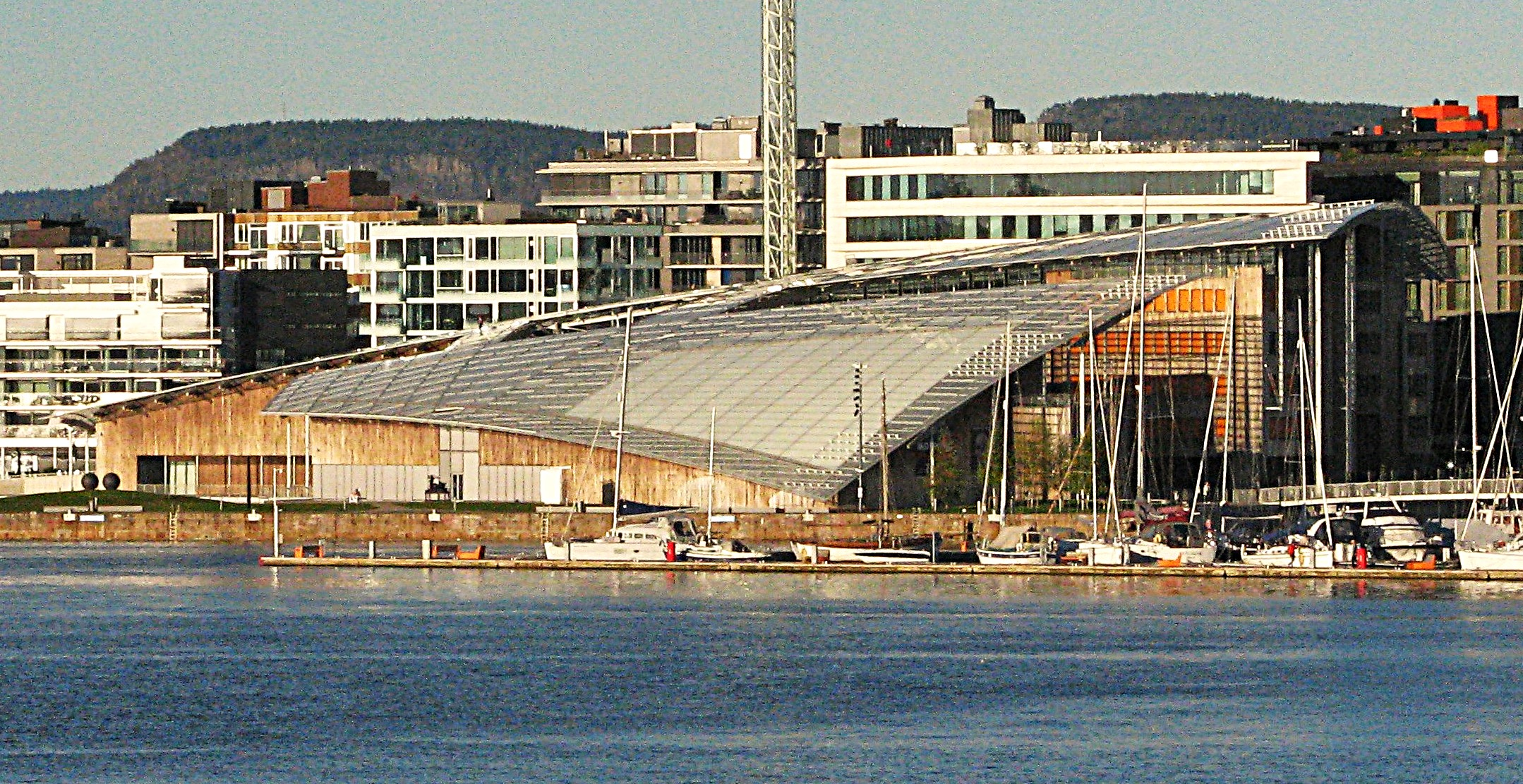
Astrup Fearnley Museum am Oslo-Fjord

Auch die Museen der Stadt bieten zahlreiche Sehenswürdigkeiten. Dazu zählen vor allem das Frammuseum und Kon-Tiki-Museum auf Bygdøy, das 2022 neu eröffnete Nationalmuseum mit der weltberühmten Nationalgalerie, das Munch-Museum mit dem Nachlass des Malers Edvard Munch, das Norsk Folkemuseum, ein Freilichtmuseum mit wiedererrichteten Gebäuden aus ganz Norwegen, und das Vikingskipshuset mit archäologischen Wikingerschiffsfunden und das Kulturhistorisk Museum, das auch den Runenstein von Tune und den Gjermundbu-Helm präsentiert. 1993 wurde das private Astrup Fearnley Museet for Moderne Kunst eröffnet, das über eine umfangreiche Sammlung von Werken norwegischer und internationaler Gegenwartskunst verfügt, darunter seit 2002 die monumentale Porzellanskulptur Michael Jackson and Bubbles von Jeff Koons. Die deutsche Besatzungszeit wird im Holocaustmuseum, in der Villa Grande sowie dem Widerstandsmuseum Norges Hjemmefrontmuseum im Komplex der Festung Akershus aufgearbeitet. Die wechselvolle Geschichte der Stadt wird im Oslo Bymuseum gezeigt, dem Stadtmuseum auf Gut Frogner.

### Freizeit, Natur, Sport

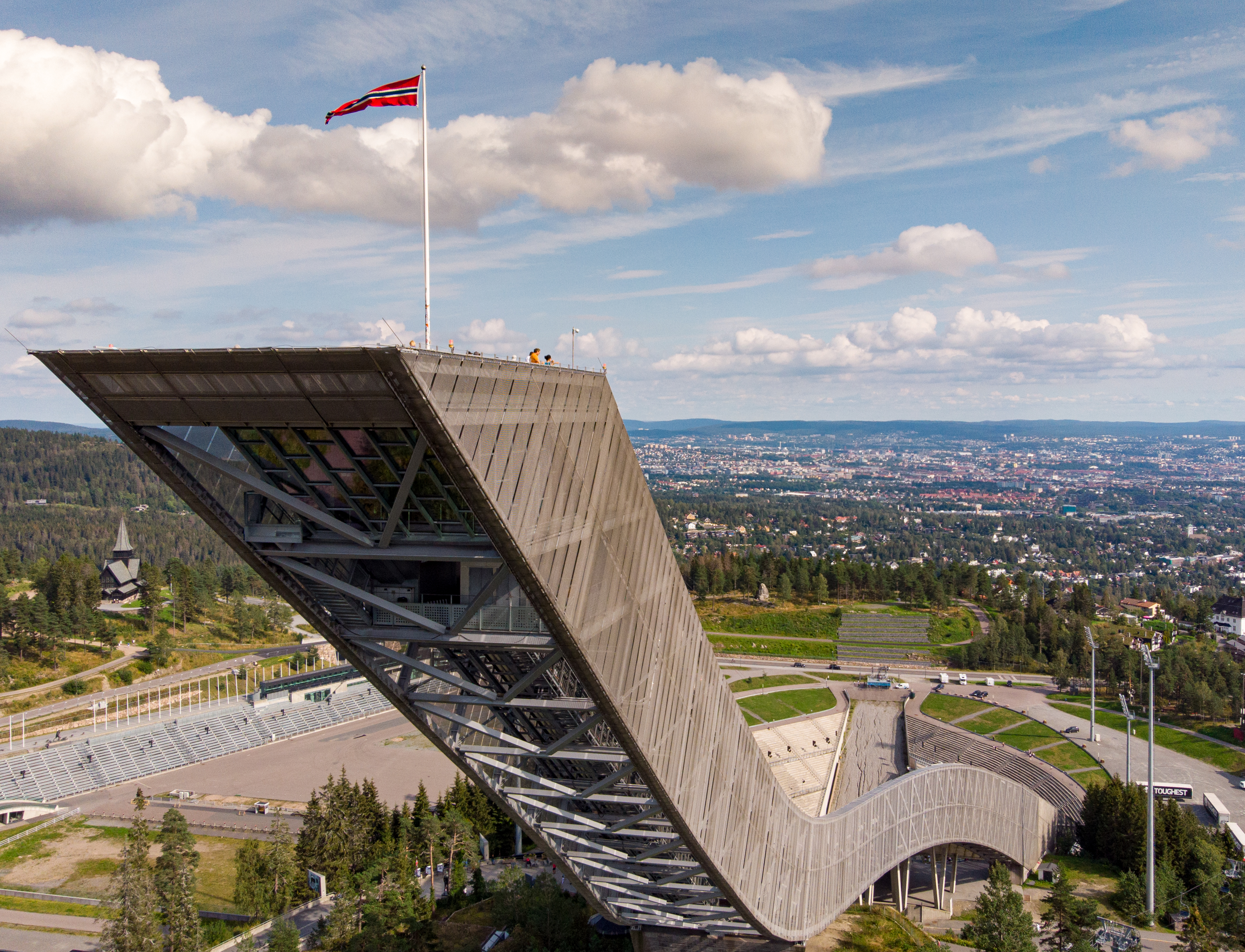
Sprungschanze Holmenkollbakken

1952 fanden die Olympischen Winterspiele in Oslo statt, unter anderem am Holmenkollen. Bei gutem Wetter laden die Skisprunganlage Holmenkollbakken oberhalb der Stadt mit dem Skimuseum am Holmenkollen sowie die Vigeland-Anlage im Frognerpark mit Skulpturen Gustav Vigelands zum Verweilen ein. Eine weitere Möglichkeit zur Gestaltung der Freizeit ist ein Besuch des größten Vergnügungsparks in Norwegen, dem TusenFryd. Der Park liegt etwa 20 min südlich von Oslo.

### Stolpersteine

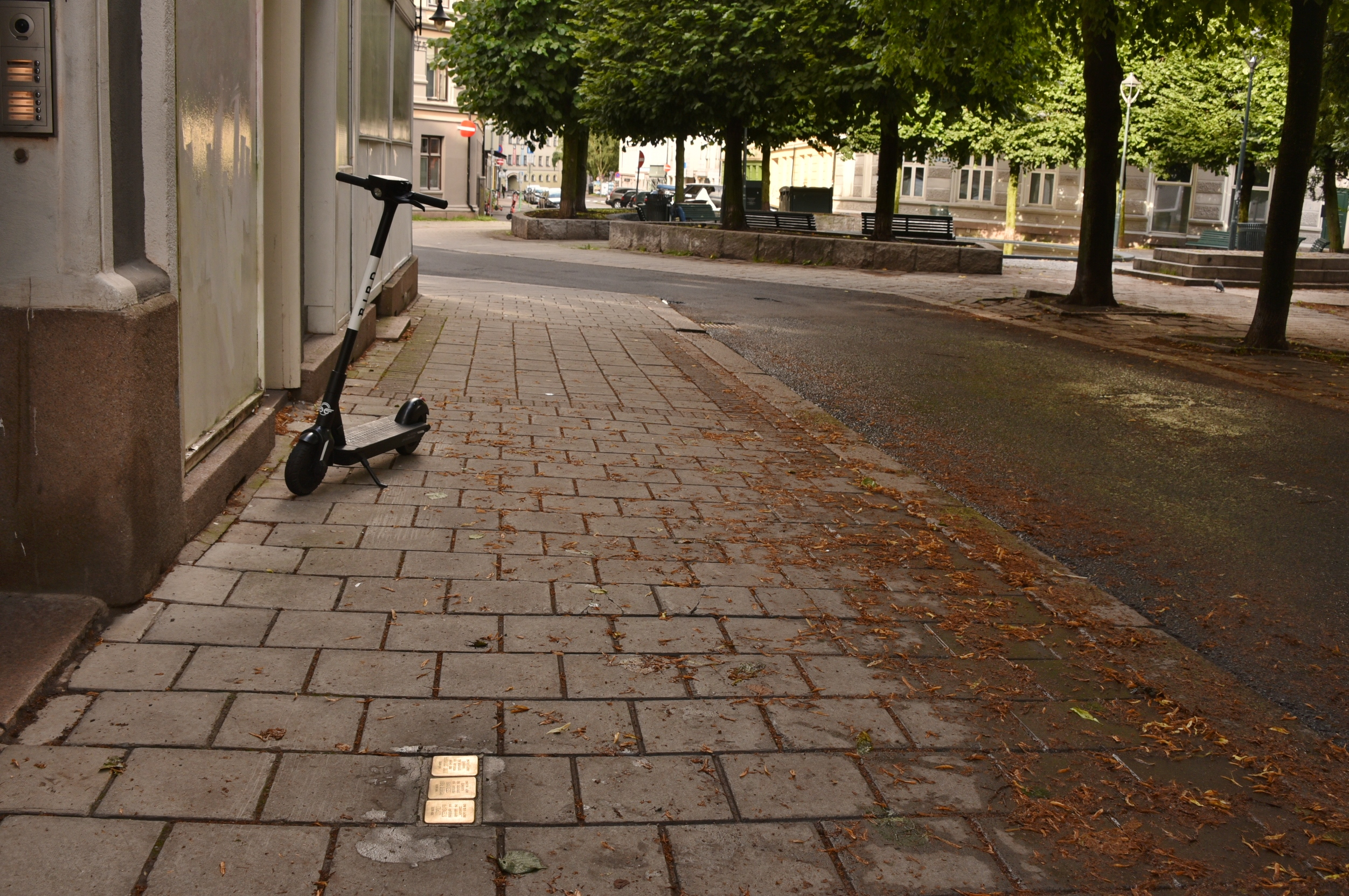
Stolperstein in Grünerløkka

In Oslo wurden bislang 439 Stolpersteine verlegt (Stand: September 2021). Das Projekt des deutschen Künstlers Gunter Demnig würdigt Opfer des NS-Regimes, in Oslo überwiegend Opfer der Shoah sowie zwei Widerstandskämpfer. Die meisten Stolpersteine finden sich in den Stadtteilen St. Hanshaugen, Grünerløkka, Frogner und Gamle Oslo. Die Seite Stolpersteine in Oslo gibt einen Überblick. Das Jødisk Museum i Oslo hat eine Website erarbeitet, auf welcher die Opfer und deren Stolpersteine abgebildet sind und biographische Notizen enthalten sind. Diese Website trägt den Namen snublestein.no, so wird ein Stolperstein auf Norwegisch bezeichnet.

## Bildung
Oslo ist die größte Studentenstadt Norwegens mit zahlreichen Einrichtungen. Zu den wichtigsten gehören:
- Universität Oslo, gegründet 1811

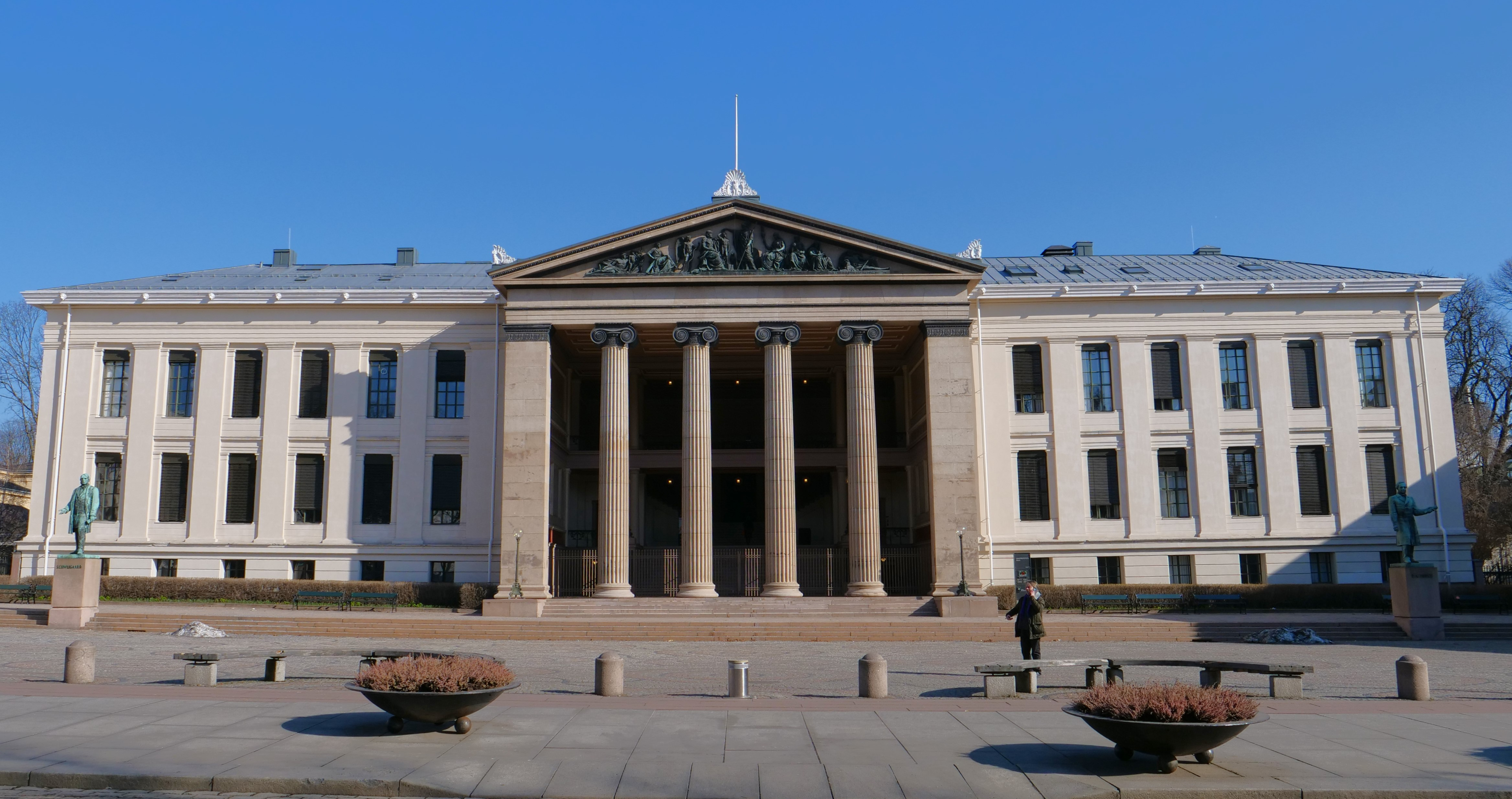
Universität Oslo

- Oslomet, gegründet 1994/2011, seit 2018 Universität
- Norwegischen Veterinärhochschule (Zusammenschluss mit der Universität für Umwelt- und Biowissenschaften in Ås im Jahr 2014), gegründet 1859/2005
- Architektur- und Designhochschule Oslo
- Handelshøyskolen BI (Norwegian Business School): Private Wirtschaftshochschule, Campus in Oslo, Bergen, Trondheim und Stavanger
- Norwegische Militärhochschule: Institut für Verteidigungsstudien, Krigsskolen (Offiziersausbildung)
- Kunsthochschule Oslo
- Norwegische Musikhochschule
- Norwegische Polizeihochschule
- Norwegische Sporthochschule
- MF Norwegische Theologiehochschule
- Hochschule Kristiania
- VID-Universität

Oslo war im Jahr 2020 nach der westlichen Nachbargemeinde Bærum die Kommune mit dem zweithöchsten Anteil an Personen mit höherer Bildung in ganz Norwegen. Insgesamt fielen 53,2 % der Einwohner über 16 Jahre in diese Kategorie. Im Fylkesvergleich lag Oslo damit auf dem ersten Platz. Der Landesdurchschnitt lag bei 35,3 %.

## Wirtschaft

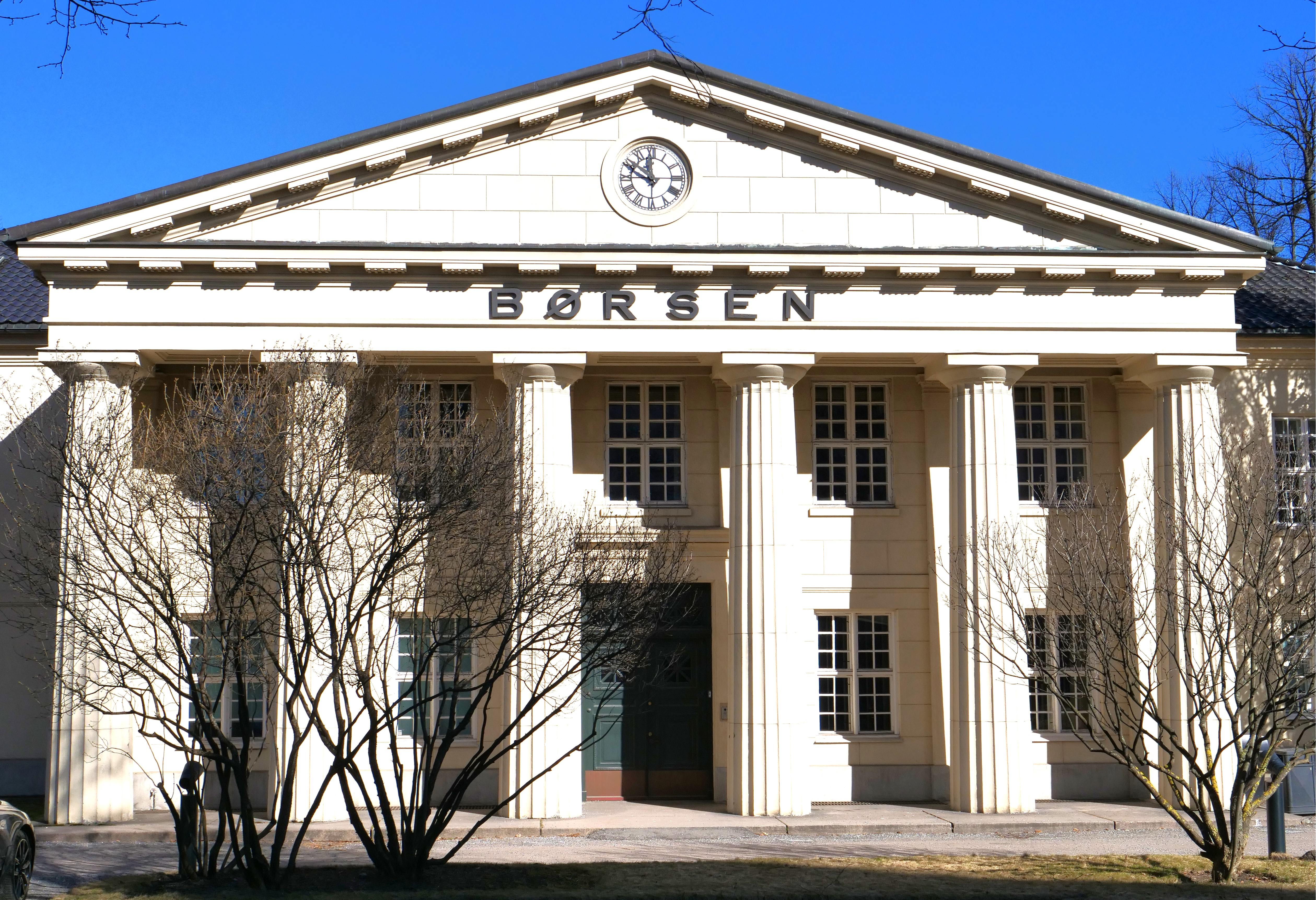
Fassade der Osloer Börse

Oslo ist Sitz diverser norwegischer Unternehmen, darunter Medinor, Qt Software und Opera Software. Hier befindet sich auch die Deutsch-Norwegische Handelskammer. Auch die nationale Wertpapierbörse – die Osloer Börse, befindet sich hier.
Innerhalb der Kernstadt herrscht ein für Europa ungewöhnlich hohes Preisniveau. In entsprechenden Rankings, basierend auf standardisierten Warenkörben, belegt die Stadt regelmäßig Spitzenplätze. Laut The Economist hat Oslo seit 2006 Tokio als die weltweit teuerste Stadt abgelöst. Bis dahin hatte die japanische Hauptstadt 14 Jahre lang Platz eins belegt. In einer Rangliste der Städte nach ihrer Lebensqualität belegte Oslo im Jahre 2018 den 25. Platz unter 231 untersuchten Städten weltweit.

## Verkehr
Oslo ist ein bedeutender Verkehrsknotenpunkt und Endpunkt vieler Fernverkehrsstraßen und Eisenbahnlinien. Vor allem in der Innenstadt wird versucht, den Individualverkehr mit Kraftfahrzeugen einzuschränken. Die Zahl der Personenkraftwagen pro 1000 Einwohner lag im Jahr 2020 in Oslo bei 432 und damit unter dem Landesschnitt von 521. Der Anteil an Haushalten ohne Zugang zu einem PKW lag bei 37 % und war damit um fünf Prozentpunkte innerhalb von fünf Jahren gestiegen.

### Straßenverkehr

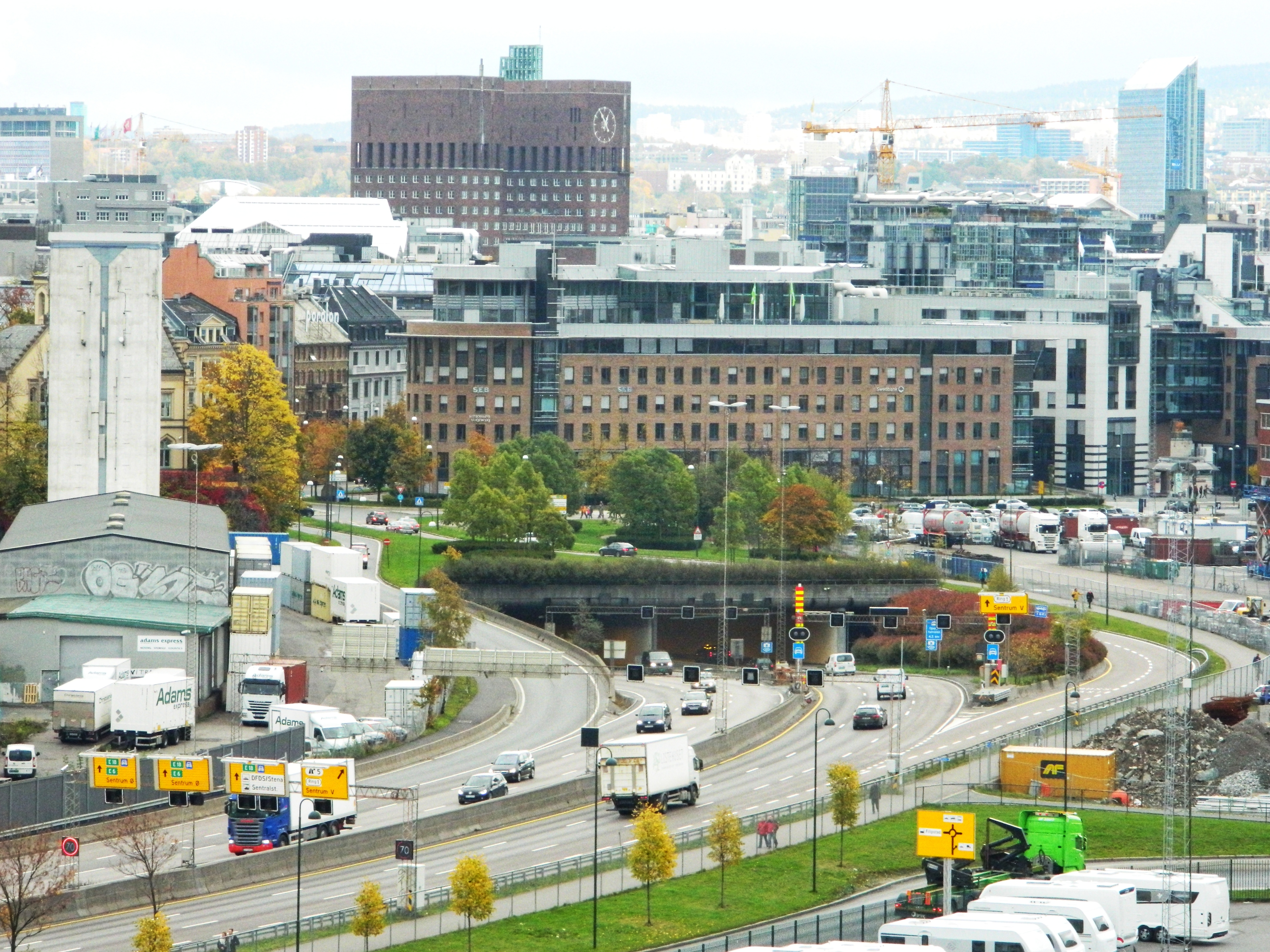
Einfahrt in das Tunnelsystem Operatunnel

In Oslo treffen mit der Europastraße 18 (E18) und der Europastraße 6 (E6) zwei wichtige Fernverkehrsstraßen aufeinander. Des Weiteren führen weitere Hauptverkehrsadern aus verschiedenen Richtungen auf die Kommune und die Stadt zu. Die Lage am inneren Oslofjord führt zu Problemen in der Verkehrsabwicklung in der Innenstadt. Von 2005 bis 2010 wurde zur Entlastung der Innenstadt der durch den Fjord führende Bjørvikatunnel erbaut, durch den nun die E18 verläuft. Durch Oslo führen des Weiteren drei Ringstraßen. Der Ring 1 ist der Riksvei 162, der nahe dem Oslofjord durch das Stadtzentrum führt. An seinem westlichen Ende gibt es eine Auffahrt auf die E18, am östlichen sowohl zur E18 als auch zur E6. Der Ring 2 verläuft etwas weiter außerhalb des Stadtzentrums. Der Ring 3 ist der äußerste Ring und wird durch den Riksvei 150 gebildet. Dieser verläuft von der E6 im Osten in Ringform durch den Norden der Stadt, bevor er in Bærum in die E18 mündet.
Von den durch Oslo führenden Straßen wurden im Jahr 2020 Straßen in Länge von insgesamt 175 Kilometern als Riksvei oder Europastraße kategorisiert. Da das Fylke Oslo der Kommune Oslo entspricht, werden keine Straßen der Kategorie Fylkesvei zugeordnet. Diese bildet in den anderen Fylkern Norwegens die Straßenkategorie zwischen den Riksveiern und den kommunalen Straßen.
Im Jahr 1990 wurde ein Mautringsystem um Oslo gebildet und begonnen, eine Innenstadtmaut an den Einfallstraßen zu erheben. Dabei wird zwischen drei Mautzonen unterschieden und unter anderem die Tageszeit und die Antriebsart des Fahrzeugs in die Mautgebühren miteinberechnet. Mit den Mautgebühren finanzierte man lange vor allem den Bau neuer Straßen, später auch andere Projekte. Um der Luftverschmutzung entgegenzuwirken, gibt es Bestrebungen, den Individualverkehr mit Kraftfahrzeugen stark einzuschränken. Vor allem im Zentrum von Oslo wird der Bau von Geh- und Radwegen vorangetrieben. Um den Autoverkehr in der Innenstadt zurückzudrängen, wurde unter anderem die Anzahl der Parkplätze mit der Zeit verkleinert.

### Schienenverkehr

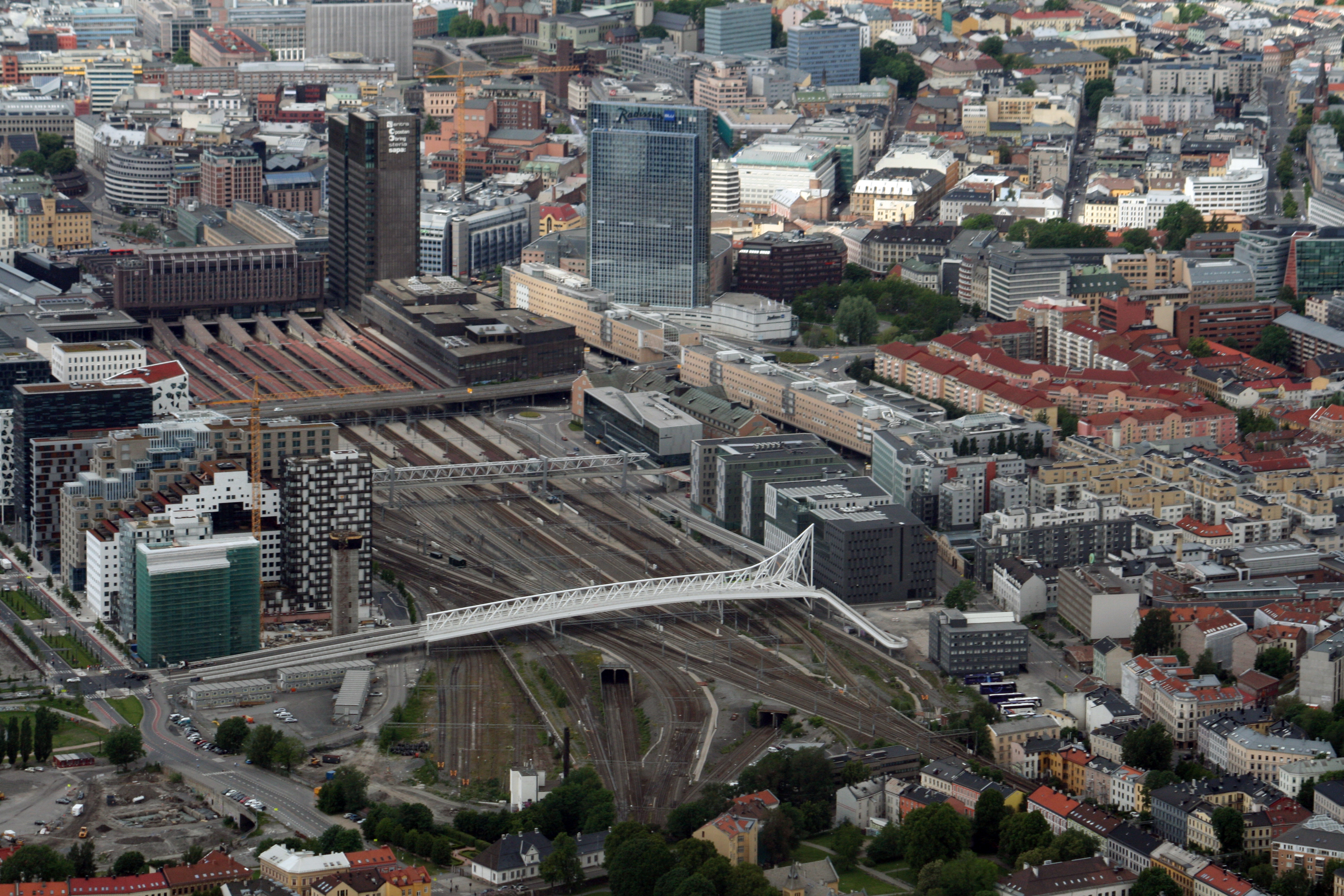
Blick auf den Bahnhof Oslo Sentralstasjon

Wichtigster Knotenpunkt im Schienenverkehr ist der Hauptbahnhof Oslo Sentralstasjon (Oslo S). Der Bahnhof ist der größte des Landes. Fernverbindungen bestehen nach Kristiansand, Stavanger, Bergen und Trondheim, internationale Verbindungen nach Göteborg und Stockholm. Regionalzüge verkehren stündlich bis Lillehammer, Halden und Larvik. Weitere Orte sind durch Lokalzüge angebunden.
Die erste Bahnstrecke Norwegens verband Oslo mit Eidsvoll auf einer Strecke von 68 Kilometern und wurde 1854 eröffnet. Die Linie Bergensbanen wurde im November 1909 eröffnet. Sie verbindet Oslo mit der an der norwegischen Westküste gelegenen Stadt Bergen und gilt als eines der größten Verkehrsprojekte Norwegens. Die Kosten für das Projekt entsprachen damals etwa einem gesamten Jahreshaushalt.

### Flugverkehr
Hauptflughafen für Oslo und Norwegen ist der Flughafen Oslo-Gardermoen, der in der Kommune Ullensaker im Nordosten der Kommune Oslo liegt. Der zuvor als Hauptflughafen dienende Flughafen Oslo-Fornebu in der Nachbarkommune Bærum wird seit der Inbetriebnahme von Gardermoen nicht mehr bedient. Der Flughafen Torp wird von einigen Fluggesellschaften als Flughafen Oslo-Torp bezeichnet, liegt aber weiter entfernt von Oslo in Sandefjord.

### Öffentlicher Nahverkehr

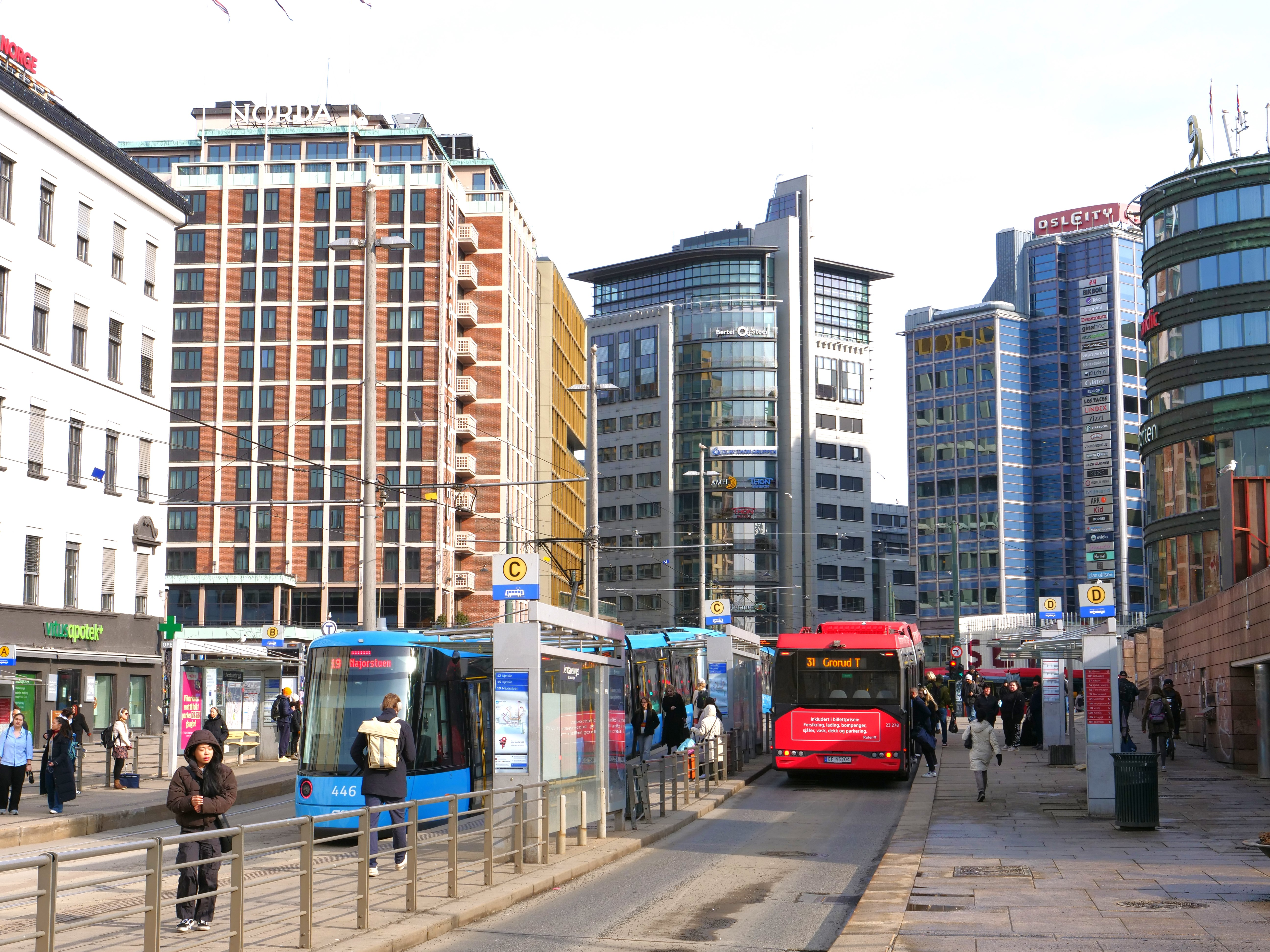
Tram und Bus am Jernbanetorget in Oslo

Oslo besitzt ein Netz von U-Bahnen, Straßenbahnen und Buslinien. Im Jahr 1894 erhielt Oslo als erste norwegische Stadt eine elektrische Straßenbahn. Durch das U-Bahn-Streckensystem Oslo T-bane ist Oslo die einzige Stadt des Landes mit einer U-Bahn. Die U-Bahn verkehrt durch die Stadtmitte unterirdisch, in den Randgebieten oberirdisch. Im Jahre 2006 wurde das U-Bahn-Netz durch eine Ringbahnstrecke ergänzt. Seit 2009 gibt es ein neues Fahrkartensystem, das beim Betreten und Verlassen der Bahnstationen die Karten kontrolliert. Jedoch können auch weiterhin Fahrausweise aus Papier gekauft werden.

### Fahrradverkehr
Oslo verfügt über ein System öffentlicher Fahrräder, die während des Sommers an verschiedenen Standorten im Stadtgebiet ausgeliehen werden können und dort auch wieder abgegeben werden müssen.
Mitte 2021 gab es in Oslo über 20.000 E-Scooter zum Ausleihen. Weil sich aber seit Anfang des Jahres bereits nahezu 900 teils schwere Unfälle ereigneten und diese besonders nachts und unter Alkoholeinfluss stattfanden, beschloss die Stadtverwaltung ein Nachtfahrverbot dafür, zwischen 23 und 5 Uhr, zusätzlich eine Beschränkung der Anzahl auf 8000 im Stadtgebiet, ab dem 10. September 2021.

### Schifffahrt
Es gibt Fährverbindungen nach Kiel mit Color Line, Frederikshavn und Kopenhagen mit DFDS. Die Fjordinseln werden von Personenfähren bedient. Diese sind im Preis für ein Ticket des öffentlichen Nahverkehrs in Oslo inbegriffen.
Der Hafen von Oslo hat den UN/LOCODE NO OSL.